# Kimi Räikkönen
Kimi-Matias Räikkönen (Espoo, 1979. október 17. –), becenevén Iceman, azaz Jégember, finn autóversenyző, 2007 Formula–1 világbajnoka. Bajnoki címén kívül 2003-ban és 2005-ben világbajnoki ezüstérmes, 2008-ban, 2012-ben és 2018-ban világbajnoki bronzérmes. 103 dobogós helyezésével egyike annak a kevés pilótának, akik több mint százszor állhattak dobogóra. 21 futamgyőzelmével a legeredményesebb finn pilóta a Formula–1 történetében, továbbá az egyetlen versenyző, aki V10-es, V8-as és V6-os turbómotoros autóval is tudott nyerni a sportágban. 2021-ben bejelentette visszavonulását.
2001-ben mutatkozott be a Sauber csapat színeiben úgy, hogy előtte mindössze 23 autóversenyen vett részt. 2002-ben csatlakozott a McLaren csapatához, amelynél kétszer is harcban volt a világbajnoki címért. Ezekben az években az autók megbízhatatlansága miatt nem lehetett igazán sikeres, ezért 2007-ben a Ferrarihoz igazolt. Ugyanebben az évben, mindössze egyetlen pont különbséggel, nevető harmadikként, megszerezte a világbajnoki címet.
2010-től a World Rally Championshipben mérette meg magát, majd 2012-től visszatért a Formula–1-be a Lotus F1 Team csapat versenyzőjeként. Több ízben sikerült felállnia a dobogóra, Abu-Dzabiban csapata első győzelmét is megszerezte. 2014-ben visszaigazolt a Ferrarihoz. 2018-ban jelentették be, hogy a szerződését a Ferrarinál nem hosszabbítják meg, ezért a 2019-es versenyévadtól az Alfa Romeo pilótája lett. 2021 szeptemberében bejelentette végleges visszavonulását.
Híres nyugodt természetéről, fagyos humoráról, és arról, hogy nem igazán szeret PR-eseményeken részt venni. A 2020-as Formula–1 Eifel nagydíj során beállított rekordjával ő lett a legtöbb futamon indult pilóta.

## Pályafutása

### A Formula–1 előtt
A finnországi Espoo-ban született. Kilencévesen kezdett el gokartozni. 1988-ban már részt vett néhány finn ifjúsági futamon az A, B és C osztályban és első győzelmeit is learatta. 1991-ben a finn gokart bajnokság mini sorozatában versenyzett, 1992-ben a finn Rakéta Gokart Bajnokság junior osztályában. Ugyanebben a sorozatban 1993-ban a kilencedik, 1994-ben a második helyen végzett. 1995-től a finn gokart bajnokság A osztályában versenyzett, amelyben 1996-ban a negyedik helyet szerezte meg. 1996-ban részt vett a gokart Európa-bajnokságon, a világbajnokságon és az északi bajnokságban is.
1997-ben megnyerte a finn gokartbajnokság A osztályát, és negyedik helyet ért el az északi gokartbajnokság A osztályában. Részt vett a világbajnokságon is az A osztályban. 1998-ban ismét megnyerte a finn gokartbajnokság A osztályát és megnyerte az északi gokartbajnokság A osztályát is. Második helyet szerzett a gokart Európa-bajnokságon a Super A osztályban és harmadik helyet a Monaco Kupán a Super A osztályban.
1999-ben második helyet szerzett a finn gokartbajnokság A osztályában és tizedik helyet a gokart világbajnokság Super A osztályában. Ugyanebben az évben kezdett el formulaautókkal versenyezni a Formula–Renault bajnokságban a Haywood Racing Teammel. Első futamán a harmadik helyen végzett. A Formula–Ford Euro–kupában ötödik helyet szerzett. A Formula-Renault téli bajnokságán négy versenyből négyet megnyert a Manor Motorsport csapattal.
2000-ben – továbbra is a Manor Motorsporttal – megnyerte a Formula–Renault brit bajnokságát, tíz futamon hét győzelmet aratott, hétszer szerzett pole-pozíciót és hatszor futott leggyorsabb kört. A Formula–Renault Európa–bajnokságon három versenyen indult, ebből kettőt megnyert, összetettben ezzel a hatodik helyen végzett. Érdekesség hogy ekkor néhány futamon egy mezőnyben versenyzett a későbbi csapattársával Felipe Massával. Összességében elmondható, hogy 23 Formula-Renault versenyéből 13-at megnyert, ami figyelemreméltó, 57 százalékos győzelmi arány.

### A Formula–1-ben

#### Sauber-Petronas (2001)
A Formula–1-es Sauber-Petronas csapat vezetője, Peter Sauber felfigyelt a fiatal finn eredményeire és 2000 szeptemberében meghívta egy tesztelésre, majd később még továbbiakra. Már az első teszten több mint fél másodperccel volt gyorsabb, mint a csapat pilótája, Pedro Diniz. A teszt teljes titokban zajlott, Sauber a versenyző kilétét titokban tartotta, rá csak mint "Eszkimó" utalt. Saubernek tetszett, amit látott, és leszerződtette Räikkönent a 2001-es szezonra Nick Heidfeld csapattársának. Sokan kritizálták ezt a lépést (beleértve a FIA elnökét, Max Mosley-t is), mivel Räikkönen mindössze 23 versenyt futott együléses versenyautóval, mielőtt Formula–1-es szerződést kapott. Mosley – és mások is – úgy vélték, hogy nagy kockázatot jelent egy ilyen tapasztalatlan versenyzőt Formula–1-es autóba ültetni.
Räikkönen azonban a teszteken megfutotta a szuperlicenchez szükséges kilométereket, így ideiglenes engedélyt kapott a versenyzésre az FIA-tól az első három futamra azzal, hogy a versenyzési engedélyét akkor véglegesítik, ha nem okoz balesetet vagy követ el komoly szabályszegést.
Räikkönen nem okozott csalódást, sőt, első versenyén rögtön pontot szerzett egy hatodik hellyel – úgy, hogy a verseny rajtja előtt fél órával még aludt. Később a szezon során még nyolc pontot gyűjtött és ezzel a világbajnokság tizedik helyén végzett. Csapattársa, Heidfeld 12 pontot ért el és hetedik lett. A két versenyző összesen 21 pontot gyűjtött és ezzel a Sauber a konstruktőr-világbajnokság negyedik helyét biztosította be, ami a csapat történetének legjobb eredménye.

#### McLaren-Mercedes (2002-2006)

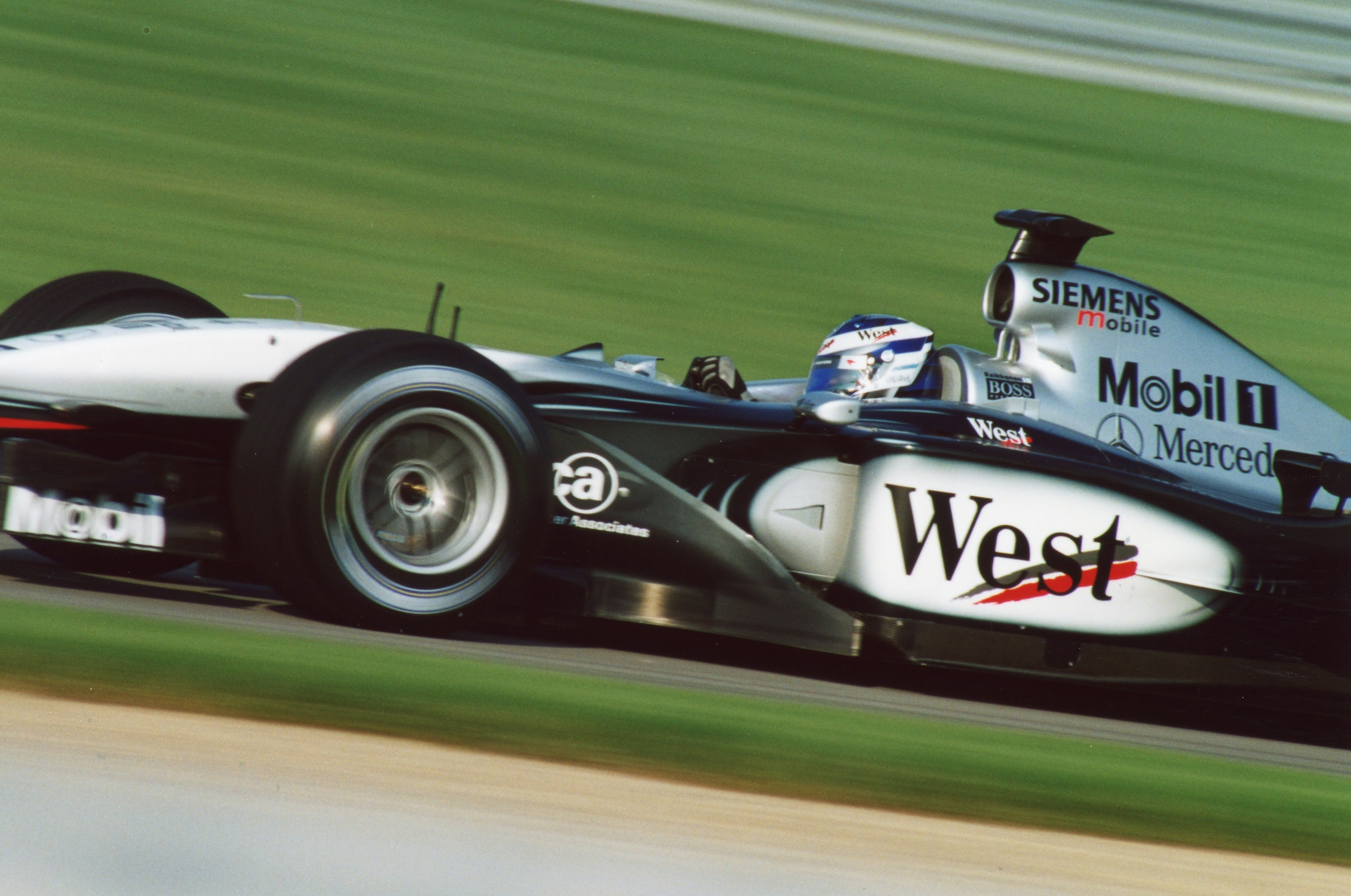
A 2002-es amerikai nagydíjon

#### 2002
A 2001-es szezon során a média gyakran összefüggésbe hozta Räikkönen nevét a Ferrarival, ám végül mégsem a maranellói csapathoz szerződött, hanem annak riválisához, a McLaren-Mercedeshez, amelyiktől a 2001-es szezon végén éppen visszavonult Räikkönen honfitársa, a kétszeres világbajnok Mika Häkkinen. Räikkönen csapattársa a tapasztalt David Coulthard lett. Noha a Mercedes-hátszéllel rendelkező Nick Heidfeld kézenfekvőbb választás lett volna, mint a Ferrari által támogatott Sauber-pilóta Räikkönen, Häkkinen javaslatára mégis mellette döntöttek, aki állítólag azt mondta: "If you wanna win, get the Finn" (ha nyerni akartok, szerezzétek meg a finnt).

A finn versenyző első McLarennel futott versenyén, a 2002-es ausztrál nagydíjon rögtön felállhatott a dobogó harmadik fokára és megfutotta a verseny leggyorsabb körét. A McLaren számos műszaki problémával küzdött a szezon során, Räikkönen végül összesen 24 pontot szerzett és a világbajnokság hatodik helyén végzett, egy hellyel Coulthard mögött, akinek 41 pontja volt. A melbourne-i futamon kívül Räikkönen még három alkalommal állhatott dobogóra: a Nürburgringen és Suzukában harmadik, Magny-Cours-ban második lett.

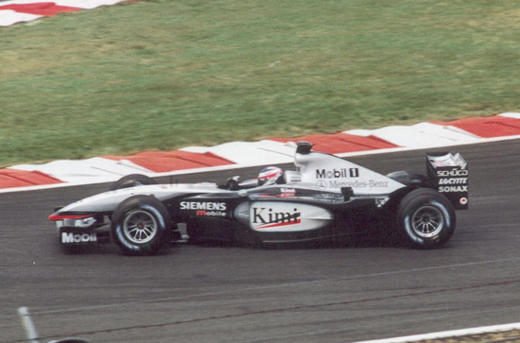
2003, Franciaország

#### 2003
2003-ban a McLaren az előző évi autó módosított változatát, az MP4-17D-t használta, miután az MP4-18 fejlesztése elhúzódott, és később le is álltak vele. Az autó stabilan jó teljesítményt és megbízhatóságot mutatott a szezon során – Räikkönen úgyszintén. A finn versenyző az év második versenyén, a maláj nagydíjon megszerezte pályafutása első futamgyőzelmét, s a szezon végéig összesen tíz alkalommal állt dobogóra (egy első, hét második, két harmadik hely). Ez a kiegyensúlyozott teljesítmény azt eredményezte, hogy Räikkönennek az évzáró japán nagydíjon még volt esélye a világbajnoki címre. Ebben az évben nagy harcot vívott Michael Schumacher, Juan Pablo Montoya és Räikkönen a végső elsőségért. Végül azonban a Ferrari kimagasló teljesítménye és az újonnan bevezetett pontrendszer miatt (amelyben 10-8-6-5-4-3-2-1 elosztásban az első nyolc helyezett kapott pontot) – Michael Schumacher diadalmaskodott. Räikkönen 91 pontjával mindössze két ponttal maradt el a világbajnoki címtől.

#### 2004
2004-ben a McLaren ismét visszaesett – különösen a megbízhatóság terén. Räikkönent számos műszaki hiba sújtotta, így az első hét futamból mindössze kettőt fejezett be. A szezon közepén a csapat az addig használt MP4-19 kódjelű autót lecserélte az MP4-19B-re, és ez valamivel jobb eredményeket hozott. Räikkönen Silverstone-ban pole-pozíciót szerzett, a versenyen másodikként ért célba, Michael Schumacher nyert. Hockenheimban a második helyről esett ki a hátsó szárny leszakadása miatt. A Hungaroringen elektromos hiba következtében szintén nem tudta befejezni a versenyt. Az ezt követő belga nagydíjon végre nem hátráltatta a technika és megszerezte pályafutása második futamgyőzelmét. Azonban ez csak rövid szünet volt. A pechsorozat folytatódott Monzában, ahol az autó megállt a boxban és újra kénytelen volt feladni a versenyt. Kínában újra fölállhatott a dobogóra, igaz csak a harmadik fokára, majd Japánban motorcsere és az ebből következő büntetés miatt végül hetedikként ért célba. Az év utolsó versenyén, a brazil nagydíjon újra harcba szállt a győzelemért, végül második lett. A világbajnoki pontversenyben a hetedik helyen végzett 45 ponttal. Csapattársa, Coulthard tizedik lett 24 ponttal.

A csalódást keltő év ellenére Räikkönen még mindig egyike volt a sportág bajnokaspiránsainak a fiatal Fernando Alonso, Jenson Button, és Juan Pablo Montoya mellett.

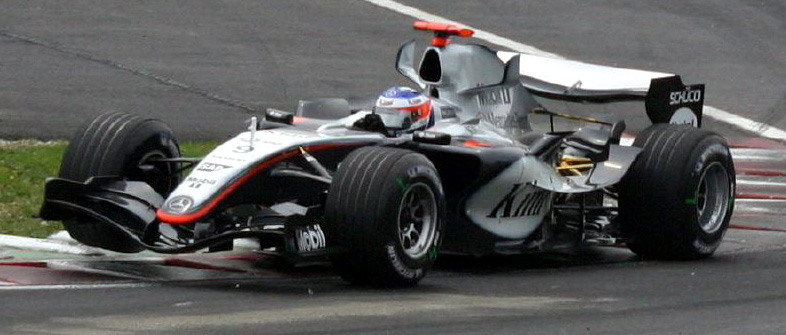
A kanadai nagydíjon

#### 2005
2005-ben újabb jelentős szabályváltozásokat hoztak a Formula–1-ben. A legfontosabb az a szabály volt, aminek értelmében a versenyzőknek egy garnitúra gumival kellett végigfutniuk az időmérő edzéseket és a teljes versenytávot, valamint a motorszabály, amely szerint egy hajtóműnek két versenyhétvégét kellett kibírnia. A rajtsorrendről az első hat futamon két „egykörös” időmérő edzés döntött (egy szombaton, egy vasárnap), ám a nürburgringi európai nagydíjtól kezdve a nézők és a média általános elégedetlensége miatt eltörölték a vasárnapi időmérő edzést.
A szezon elején a Renault és Fernando Alonso erősen kezdett és nagy előnyre tett szert a világbajnoki pontversenyben. A McLaren az első néhány futamon azzal a problémával küzdött, hogy autójuk túlságosan óvta a gumikat, így azok nem tudtak megfelelően felmelegedni az egykörös időmérő edzésen. Miután ezt kiküszöbölték, a csapat egyre jobb teljesítményt nyújtott, Räikkönen pedig megnyerte a spanyol és a monacói nagydíjat.
A Nürburgringen az első helyen állt az utolsó körig, amikor azonban a kockásra fékezett gumi miatt eltört a jobb első kerékfelfüggesztése és a gumifalba ütközött. A versenyzőnek nem lett baja, de a futamot a nagy vetélytárs, Alonso nyerte meg. Ugyan egy kerékcserével egy biztos harmadik helyet hozhatott volna, azonban a szabályok szerint a kerékcsere csak akkor lett volna engedélyezett, ha a lecserélendő gumi defektes vagy sérült, és a csere egyértelműen és igazoltan biztonsági okokból szükséges. Korábban nem volt rá precedens, hogy a laposra fékezett kerék biztonsági kockázatot jelentő tényező lett volna, így teljes volt a bizonytalanság azon a téren, hogy a csapat büntetés nélkül megtehette volna a kerékcserét. Mindenesetre az incidenst követően úgy módosították a szabályzatot, hogy laposra fékezett, vibrációt okozó gumiabroncsoknál is lehetővé vált a csere.

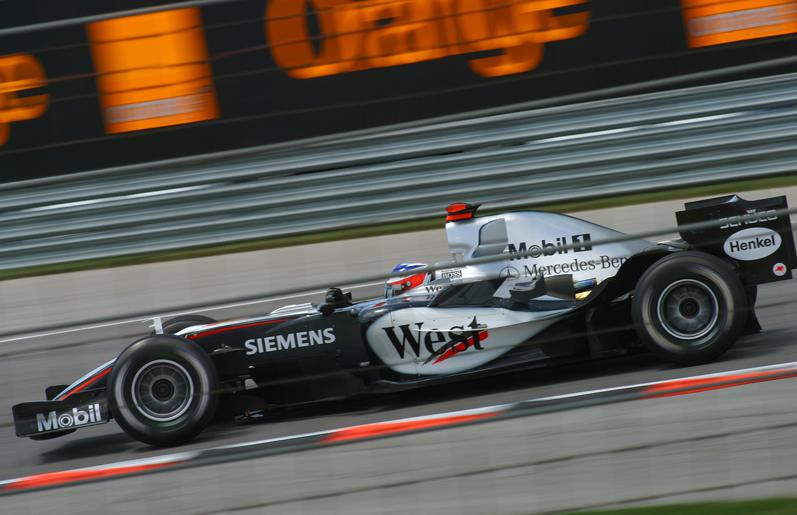
A 2005-ös amerikai nagydíjon.

A következő versenyen, Kanadában csapattársát, Montoyát kiintették az első helyről, így Räikkönen ismét nyert, majd a Michelin gumikkal ellátott csapatok (a McLaren és a Renault is közéjük tartozott) által kihagyott amerikai nagydíj után Franciaországban második, majd a brit nagydíjon pedig harmadik lett. Räikkönennek mindkét alkalommal motort cseréltek az autójában az időmérő edzés után, és a szabályok értelmében ez tíz helyes rajtbüntetést vont maga után a versenyen, így a finn csak a mezőny közepéről rajtolhatott.
A német nagydíjon Räikkönen ismét kiesett a túlhajtott motorja miatt, de aztán a magyar és a török nagydíjon nyerni tudott. Az olasz nagydíjon megint motort cseréltek autójában, így a pole-pozíció helyett csak a 11. helyről indult, s végül negyedik lett. Belgiumban nyert, de ekkor már a sok műszaki hiba miatt, ami a szezon során sújtotta, nem sok esélye volt a világbajnoki címre. A következő versenyen, a brazil nagydíjon Alonsónak a harmadik hely is elég volt arra, hogy bebiztosítsa a címet – és ezt meg is tette. A japán nagydíjon Räikkönen a 17. helyről indulva nyert az utolsó körben megelőzve a műszaki hibával küszködő Giancarlo Fisichellát, a szezon utolsó futamán, Kínában pedig második lett Alonso mögött.

A világbajnoki pontversenyben a finn összesen 112 pontot gyűjtött és a második helyen végzett a 133 pontos Alonso mögött. Szoros csata kettejük között a pályán vagy a világbajnoki pontversenyben nem alakult ki az év során. Räikkönen csapattársa, Juan Pablo Montoya – aki két futamot szezon eleji sportbalesete miatt kihagyott, egyről pedig kizárták a csapat hibája miatt – 60 ponttal a negyedik helyen végzett.

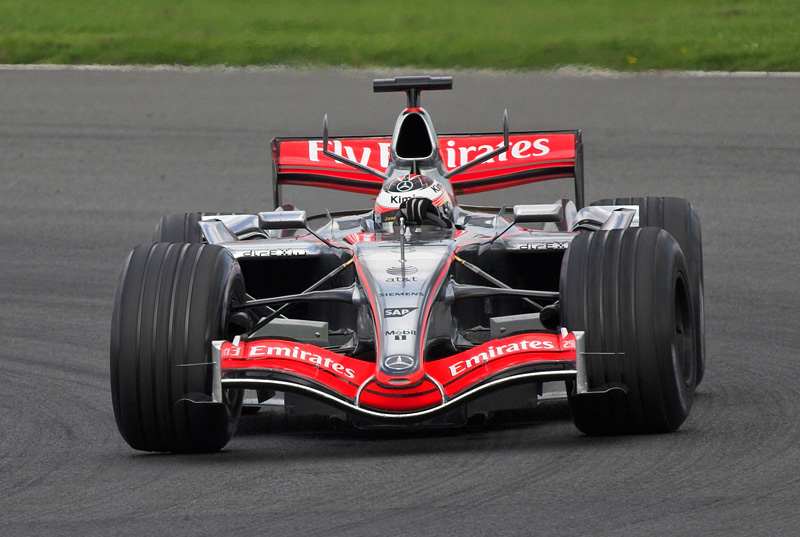
Egy 2006-os teszten, Silverstone-ban

#### 2006
2006-ban újabb technikai változtatások történtek: a V10-es motorokról áttértek a V8-asokra. Ez az év ismét csalódást keltő volt: a McLaren teljesítménye elmaradt a fő rivális Ferraritól és Renault-tól. Az első futamon technikai hiba hátráltatta az időmérőn, így csak a 22. hely jutott neki, ám a futamon minden rendben alakult így harmadikként állhatott fel a pódiumra. A második futamon ütközés miatt kiesett. Ausztráliában jobban alakultak a dolgok: második lett. Európába visszatérve egy ötödik, egy negyedik, majd egy újabb ötödik helyezést szerzett. Autója ezúttal nem megbízhatatlan, hanem lassú volt. Monacóban újra a kocsi romlott el, de Silverstone-ban újra dobogóra állhatott.

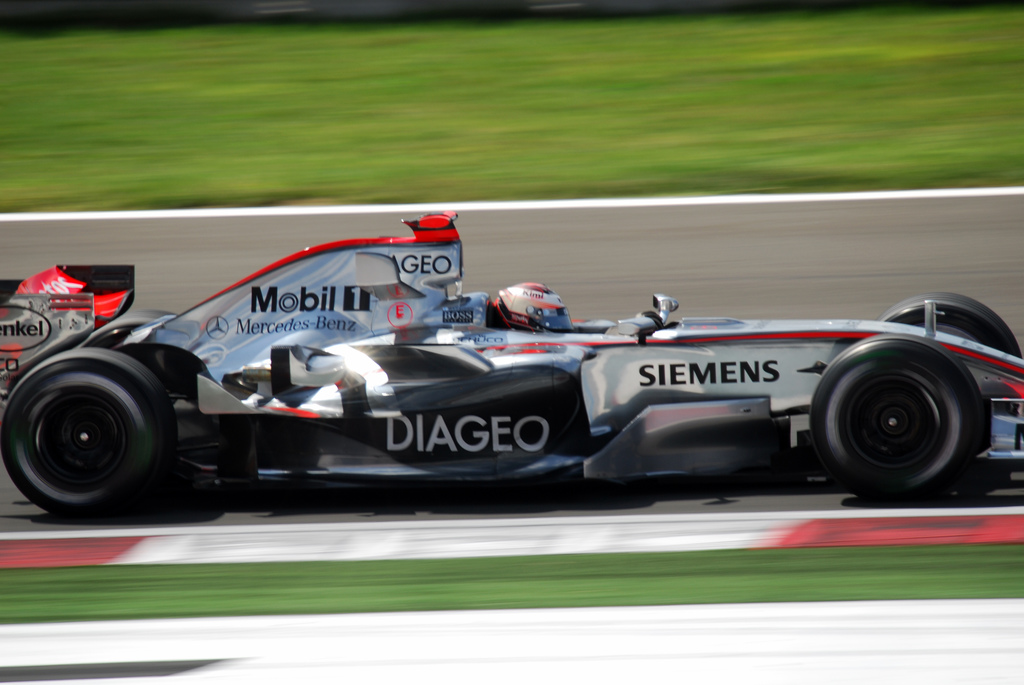
A török nagydíjon

Kanadában Räikkönen egy harmadik hellyel gazdagodott. Egy újabb kiesés és egy ötödik hely után egy újabb dobogó következett. A rendkívül élvezetes, esős magyar nagydíjon újra kiesett, miután hátulról nekiment a lekörözött Vitantonio Liuzzinak. A törökországi kiesése után legjobb 2006-os eredménye következett: második lett Monzában, ahol a pole-pozícióból indulhatott, 2 ezredmásodperccel előzve meg Michael Schumachert. Egy kiesés után két ötödik hellyel búcsúzott a McLarentől.
Az évad közben rengeteg pletyka röppent fel, hogy a 2006-ban lejáró szerződése után hova igazol, esetleg marad-e a McLarennél. Végül kiderült, a Ferrari őt választotta, három évre szerződött a csapathoz.

#### Scuderia Ferrari (2007-2009)
2007-ben Räikkönen a Ferrarihoz szerződött. Ausztráliában, első futamán, rögtön sikerült megszereznie az első rajtkockát, majd a versenyen megfutotta a leggyorsabb kört, és végül a dobogó legfelső fokára is ő állhatott fel, megelőzve a McLaren két versenyzőjét. Nigel Mansell 1989-es ferraris debütálása óta Räikkönennek sikerült először, hogy győzelemmel mutatkozzon be a Scuderiánál.

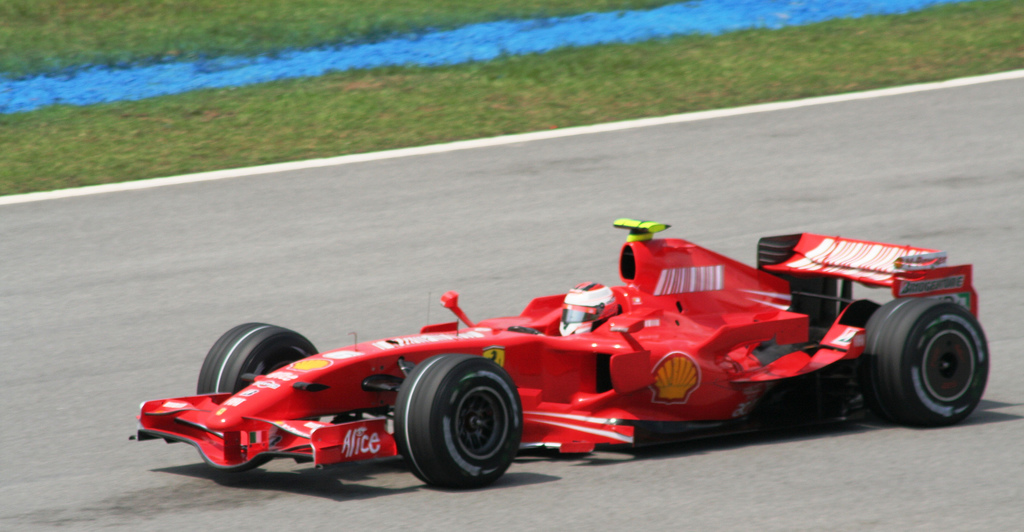
A maláj nagydíjon

A második futamra, a maláj nagydíjra kiegyenlítődtek az erőviszonyok a Ferrari és legnagyobb riválisa, a McLaren között. Räikkönen a harmadikról a negyedik helyre esett vissza, majd Massa kicsúszása után 3. lett.

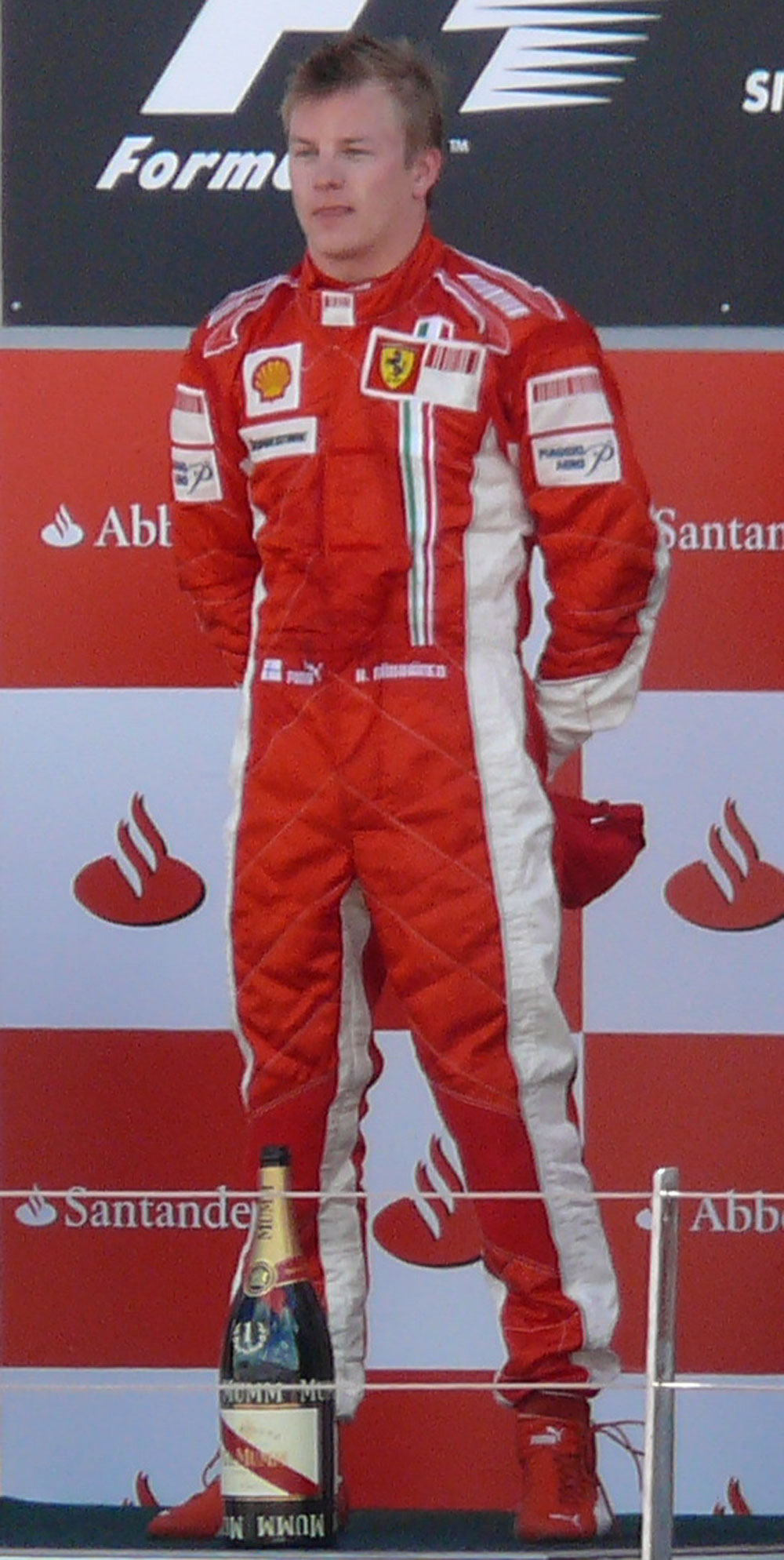
A brit nagydíj dobogójának tetején

Bahreinben ismét harmadiknak futott be Hamilton mögött, ám ezúttal csapattársa nyert. Ekkor hármas holtverseny alakult ki a világbajnokságban Räikkönen, Alonso és Hamilton között.Barcelonában a felfüggesztés meghibásodása miatt kiesett, csapattársa ezt a futamot is megnyerte. Monacóban, az időmérőn nekiment a szalagkorlátnak és eltört a Ferrari első felfüggesztése. Az irányíthatatlan Ferrarival szinte pontosan leutánozta Michael Schumacher egy évvel azelőtti, nagy vihart kavart, "leparkolását". Nehezen begurult a boxba, de autóját már nem lehetett rendbe hozni az időmérő további részére. Mért idő nélkül a 15. helyről rajtolt, és végül körhátrányban az utolsó pontszerző helyen futott be, nyolcadikként. A kaotikus kanadai nagydíjon Hamilton a verseny elejétől a végéig vezetett, Räikkönen végül csak az ötödik lett. A következő futam Indianapolisban zajlott. A világbajnokság állásának megfelelő sorrend alakult ki a rajtrácson: Hamilton-Alonso-Massa-Räikkönen, majd ugyanebben a sorrendben is futottak be. A két McLaren még mindig fölényben volt, de előnyük Indianapolisban már "csak" 10 másodperc volt a Ferrarikkal szemben. Mire kritikusai leírták volna a finn versenyzőt, Franciaországban, majd Silverstone-ban is futamot nyert, ezzel újra világbajnoki esélyesként emlegették. A kaotikus európai nagydíjon, ahol kétszer is heves esőzés lassította a versenyt, motorhiba miatt feladni kényszerült a futamot. Magyarországon Räikkönen a második lett Hamilton mögött, míg Massa nem szerzett pontot. A török nagydíjon a Ferrari második kettős győzelmét aratta az évben, ezúttal Massa-Räikkönen sorrendben. Alonso 20 másodperces hátránnyal harmadik lett. Massa ismét egy ponttal Räikkönen elé került a pontversenyben. Az olasz nagydíjon a McLarenek 20 másodpercet vertek a harmadik helyen célba érő ferraris Räikkönenre, a Scuderia hazai pályájának számító Monzában. Massa kiesett és elvesztette érdemi esélyét arra, hogy világbajnok legyen az évben.
A belga nagydíjat Räikkönen sorozatban harmadszor megnyerte, életben tartva ezzel esélyét a világbajnoki címre. Mögötte csapattársa futott be másodiknak. A futamot követően az FIA a "kémbotrányként" elhíresült eset miatt kizárta a McLarent a konstruktőri bajnokságból, így azt a Ferrari gyakorlatilag már meg is nyerte – a pilóták azonban megtarthatták pontjaikat, így az egyéni világbajnokság nyitott maradt. A japán nagydíjnak otthont adó Fudzsiban esős időben zajlott a verseny. A biztonsági autó mögött indult el és haladt a mezőny 19 körig. A Ferrarik nem kapták meg időben a versenybírók azon döntését, miszerint kötelező az extrém esőgumik használata a futamon, így intermediate gumikon hajtottak pályára. Ezeket azonban le kellett cserélniük, így a mezőny végére estek vissza. Alonso a futamon egy vízátfolyáson megcsúszva falnak ütközött. Hamilton végig uralta az esős versenyt és nyert. Kovalainen második, Räikkönen a harmadik lett. A japán nagydíj után Hamilton 107 ponttal az élen állt, utána következett Alonso 95 ponttal, majd Räikkönen 90-nel, míg Massa 80 ponttal a negyedik volt. Hamilton vezetett a kínai nagydíjon, amikor elhasználódott hátsó kerekei miatt lelassult, Räikkönen elment mellette. Ezután Hamilton a boxba hajtott, de a bokszutca bejáratánál kicsúszott és a kavicságyban ragadt. Räikkönen nyert, Alonso pedig második lett: a spanyol versenyző 4 pontra megközelítette Hamiltont, míg Räikkönen hátránya hét pontra csökkent.

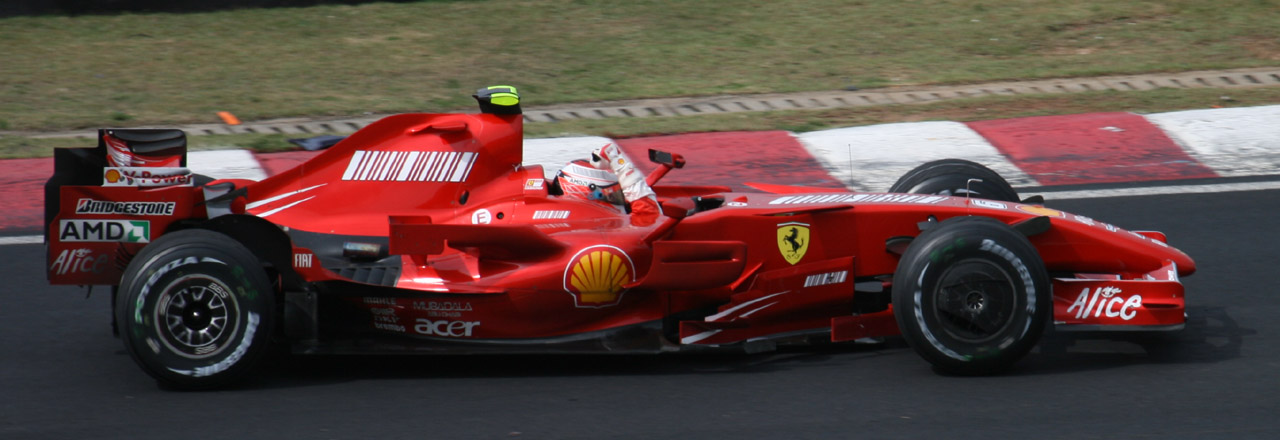
Kimi a brazil nagydíjon világbajnoki címét ünnepli

A brazil nagydíj Massa hazai versenye volt, de a brazil a világbajnoki címre már esélytelen volt, így már a verseny előtt is azt nyilatkozta, kész átadni esetleges első helyét csapattársának, és egyáltalán bármiben segíteni őt, ha ezen múlna a világbajnokság sorsa.
A Massa-Hamilton-Räikkönen-Alonso rajtfelállásban a Ferrarik voltak a tisztább íven, és mialatt Massa Hamilton elé hajtva kicsit visszafogta az angol versenyzőt, Räikkönen feljött a második helyre, csapattársa mögé. Rögtön utána Alonso is elment Hamilton mellett, ezzel feljött a harmadik helyre. Hamilton hamar megpróbálta visszaelőzni csapattársát, ám a pálya poros ívéről kicsúszott, és visszaesett a nyolcadik helyre. A 3. Alonsónak esélye sem volt megelőzni a Ferrarikat, így ő biztosan lecsúszott a világbajnoki címről. Hamilton a hetedik körben hirtelen lelassult, az egész mezőny elment mellette, és amikor az autó újra erőre kapott, a 18. helyen állt. A Ferrari taktikájával és Massa lelassulásával Räikkönen második boxkiállása után az első helyre jött vissza.
A finn végül megnyerte a versenyt, csapattársa a második, Alonso a harmadik, Hamilton a hetedik helyen végzett: így Räikkönen 110 ponttal, vetélytársait mindössze 1 ponttal megelőzve megnyerte a 2007. évi Formula–1-es világbajnokságot.
Hamilton és Alonso 109-109 ponttal mögötte végeztek: Hamilton jobb helyezései miatt második, Alonso harmadik lett.

#### 8
A bajnoki cím egy pár napig még nem volt biztos, ugyanis a futam végén Nico Rosberg, Robert Kubica és Nick Heidfeld autójában is szabálytalanságra utaló jeleket tapasztaltak az üzemanyag-rendszernél. Kizárásuk azt jelentette volna, hogy Hamilton hetedik helyett negyedik lesz, és ezzel ő a világbajnok. Az FIA mindenesetre mindent rendben talált, de a döntést a McLaren megfellebbezte. 2007. november 16-án az FIA fellebbviteli fóruma elutasította a fellebbezést, így a végeredmény véglegessé vált.

#### 2008
A 2008-as idényre rányomta bélyegét, hogy Räikkönen számára nem kedvezett az az új technikai szabály, mely szerint a versenyzők nem használhattak kipörgésgátlót. Az évad során folyamatos problémákkal küzdött, mivel nem tudta a gumijait üzemi hőmérsékletre melegíteni rövid távon ezért az időmérőkön rosszul szerepelt. Az évad során ő szerezte a legtöbb leggyorsabb kört, de nem tudott teljes versenytávon gyors lenni, és ez meglátszott a gyűjtött pontok számán is.
A szezonnyitón többször kicsúszott, nem sokkal a vége előtt fel is adta a versenyt műszaki probléma miatt, de Barrichello kizárásával mégis kapott 1 pontot, mivel teljesítette a versenytáv 90%-át. A maláj nagydíjat megnyerte, és az összetettben feljött a 2. helyre. A bahreini nagydíjon elért második helyével átvette a vezetést a versenyzők között, miután a világbajnokságot addig vezető Lewis Hamilton nem szerzett pontot. A spanyol nagydíjon Formula–1-es mesterhármast ért el: övé lett a pole-pozíció, a győzelem és a verseny leggyorsabb köre is. Csapattársa, Massa második helyével a Ferrari kettős győzelmet ünnepelhetett.
A török nagydíj edzései rosszabbul sikerültek, az időmérő edzésen csak a 4. helyet szerezte meg. A rajtnál koccant az előtte beragadó Heikki Kovalainennel, így sérült első szárnnyal versenyezte végig a távot. Kezdeti hátrányát ledolgozta Alonsóval, majd Kubicával szemben is, de a merész boxtaktikával versenyző Hamiltont már nem tudta megelőzni. Massa magabiztosan nyerte a futamot, Räikkönen a 3. lett. A monacói nagydíj időmérő edzésén a második helyet szerezte meg, de az esős versenyen végül csak a 9. lett. A rajtnál Hamilton, majd később Kubica is megelőzte. Kubicát boxkiállása után vissza akarta előzni, de a célegyenes végén kicsúszott és letörte az első légterelőjét. Még így is lett volna esélye pontot szerezni, de nem sokkal a verseny vége előtt egy fékezésnél elvesztette uralmát az autója fölött és az előtte haladó Adrian Sutilba rohant. Újabb kényszerű boxkiállása után csak a 9. helyen intették le. Mivel nem szerzett pontot, Hamilton átvette tőle a vezetést a világbajnokságban.
A kanadai nagydíjon a harmadik helyről rajtolhatott, de az első, a biztonsági autó bentléte miatt kaotikus boxkiálláskor Hamilton hátulról belerohant és mindketten kiestek. A hibájáért Hamilton tízhelyes rajtbüntetést kapott a francia nagydíjra. Magny Cours-ban hagyományosan jól szerepeltek a Ferrarik, és ez 2008-ban sem volt másként. Massával magabiztosan szerezték meg az első két rajthelyet. Az első helyről indulva magabiztosan vezette a futamot, amikor jobb oldali kipufogócsöve előbb meglazult, majd leszakadt az autójáról, karosszéria-elemeket magával rántva. Massa könnyedén megelőzte, de a harmadik helyen haladó Jarno Trulli már túlságosan le volt maradva ahhoz, hogy befogja. A második helyéért járó nyolc ponttal a világbajnokság harmadik helyére zárkózott föl, Kubica mögé, akit Massa váltott az élen.
A brit nagydíjon a 3. rajthelyet szerezte meg. A rajtnál megőrizte a 3. helyet, de pár körrel később Kovalainen megpördült, így feljött a második helyre. A boxkiállások idején egyszerre érkezett a bokszutcába Hamiltonnal. A brit kapott új gumikat, Räikkönen autóján azonban nem cseréltek kereket. Ez rossz döntés volt, mert pár perc múlva esni kezdett, és a kopott gumikon Räikkönen nem tudta a többiek tempóját autózni. A Ferrari ekkor újabb rossz döntést hozott, mert Räikkönent sokáig nem hívták be a boxba, így viszont csak szenvedett. Végül, amikor behívták, már akkora hátránya volt, hogy csak a negyedik helyen futott be.

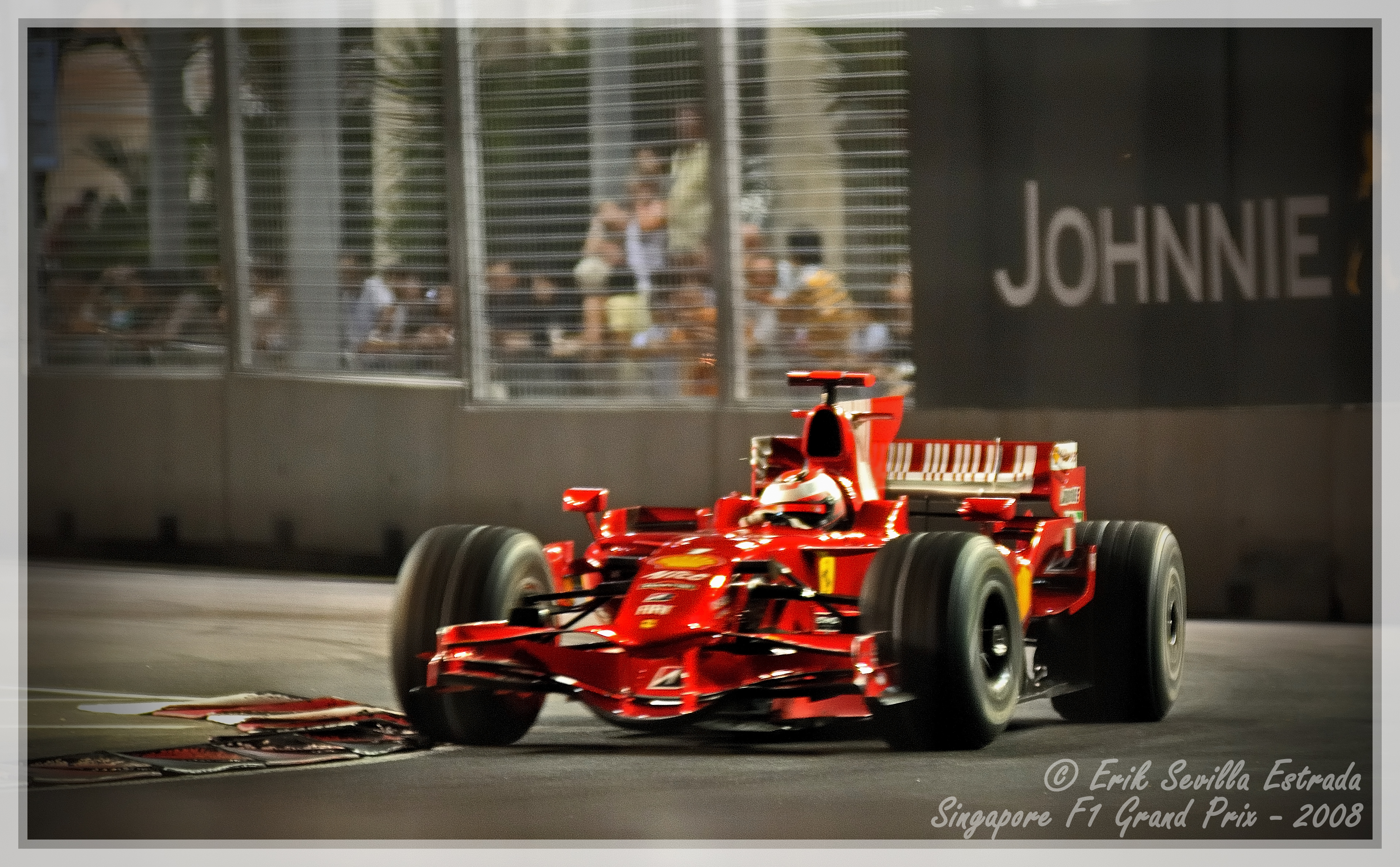
A szingapúri nagydíjon

A német nagydíjon csak a 6. helyre kvalifikálta magát, és ugyanitt ért célba. A magyar nagydíjon újra csak a 6. rajthelyet szerezte meg, de a versenyen feljött a 3. helyre, és mivel Massa motorhiba miatt kiesett az első helyről, megelőzte őt a világbajnokságban. A európai nagydíjon az időmérő edzésen a negyedik helyet szerezte meg. Ennek ellenére a rajtnál megelőzte Heikki Kovalainen, és ezután már nem szólhatott bele a dobogóért folytatott küzdelembe. A hatodik helyen haladt, mikor a második boxkiállást követően túl hamar indult el, ezáltal magával rántotta a tankolóembert, aki csonttörést szenvedett. A versenybe visszatérve, két körrel később motorhiba miatt fel kellett adnia a futamot.
A belga nagydíj időmérőjén csak a negyedik helyen végzett. A rajtnál rögtön megelőzte csapattársát, Felipe Massát, Heikki Kovalainen pedig még inkább visszaesett, így Räikkönen az első kör után a második helyen haladt Hamilton mögött. A második körben, a célegyenes utáni visszafordítóban Hamilton megpördült, így Räikkönen elment mellette. Innentől kezdve folyamatosan az élen haladt. Az utolsó 2 körben elkezdett esni az eső, így Hamilton utolérte, és a célegyenes végén megelőzte (később emiatt az eset miatt Hamiltont megbüntették). Räikkönen ezután még próbálta visszaelőzni Hamiltont, de a kör vége felé kicsúszott, és kiesett, mert összetörte az autóját.

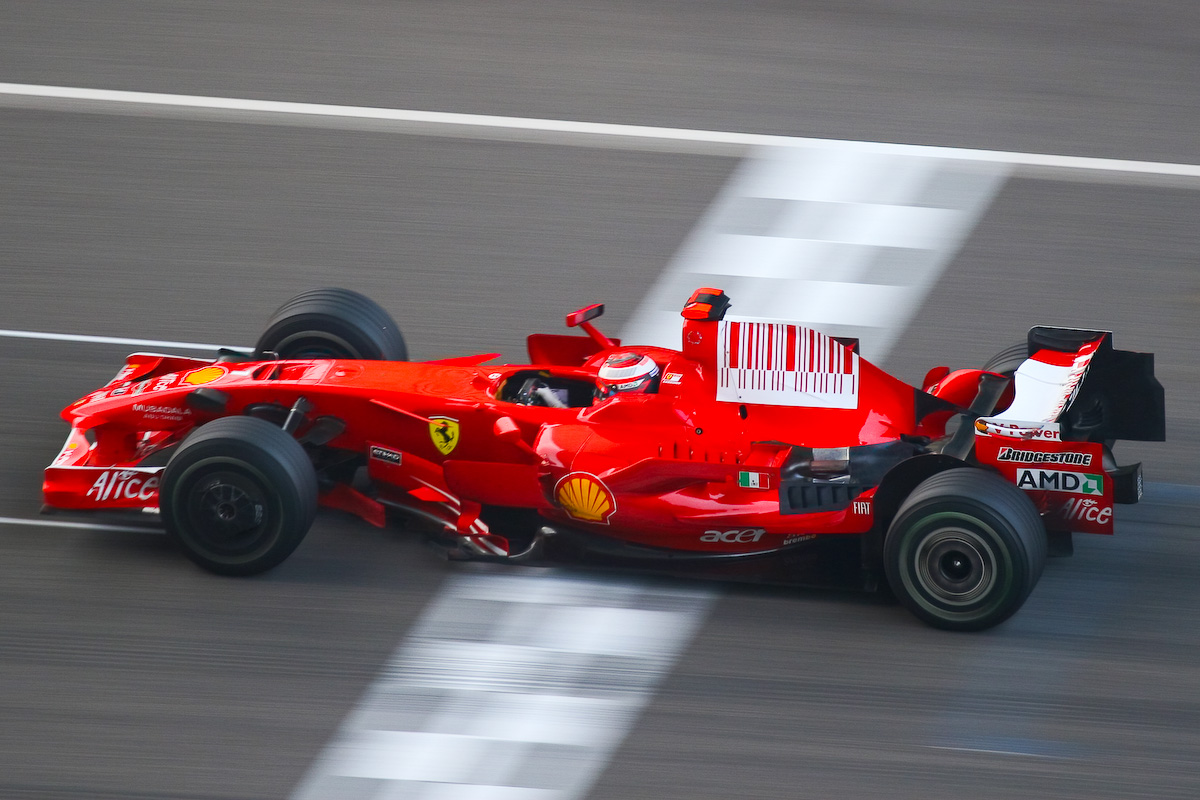
Räikkönen Kínában

Az olasz nagydíj eső miatt kaotikus időmérő edzésén csak a 14. helyet szerezte meg, csapattársa a 6., míg Hamilton a 15. lett. A verseny egészén nem találta a tempót a vizes talajon. 9. lett, míg Hamilton 7. és Massa 6., Vettel pedig rajt-cél győzelmet aratott. Az összetettben a 4. helyre szorult vissza, Robert Kubica mögé. A szingapúri nagydíjon, a sportág első éjszakai versenyén a 3. helyről indulhatott. A futam első részében nem tudta tartani a lépést az élen haladókkal. A Piquet balesete miatti biztonsági autós időszakban közvetlenül csapattársa mögött jött ki tankolni, aki a jelzőrendszer hibájából túl korán indult el és kitépte az üzemanyagtöltő tömlőt. A 14. helyről az ötödik helyre zárkózott fel ezután, de Timo Glock üldözése közben a 10-es kanyarban a falnak ütközött. 15.-ként, 4 kör hátrányban rangsorolták.
Világbajnoki címének megvédése ekkor végleg lehetetlenné vált. A japán nagydíj időmérő edzésén hosszú idő után újra megelőzte csapattársát és a 2. helyre kvalifikálta magát. A versenyen jobban rajtolt, mint az élről induló Hamilton, aki az első kanyarban későn fékezett, ezáltal mindketten kicsúsztak. A harmadik helyen haladt, de sem a versenyt megnyerő Alonsót, sem a világbajnokságban közvetlenül előtte álló Kubicát nem tudta megelőzni, így csak a dobogó legalsó fokára állhatott föl. Kínában és Brazíliában is egyaránt a harmadik helyen végzett, így a 2008-as évet a 3. helyen zárta, azonos pontszámmal, de több győzelemmel, mint Robert Kubica. Az idényben tíz leggyorsabb kört is szerzett, így sorozatban második évben ő lett a DHL Fastest Lap Award győztese.

#### 2009

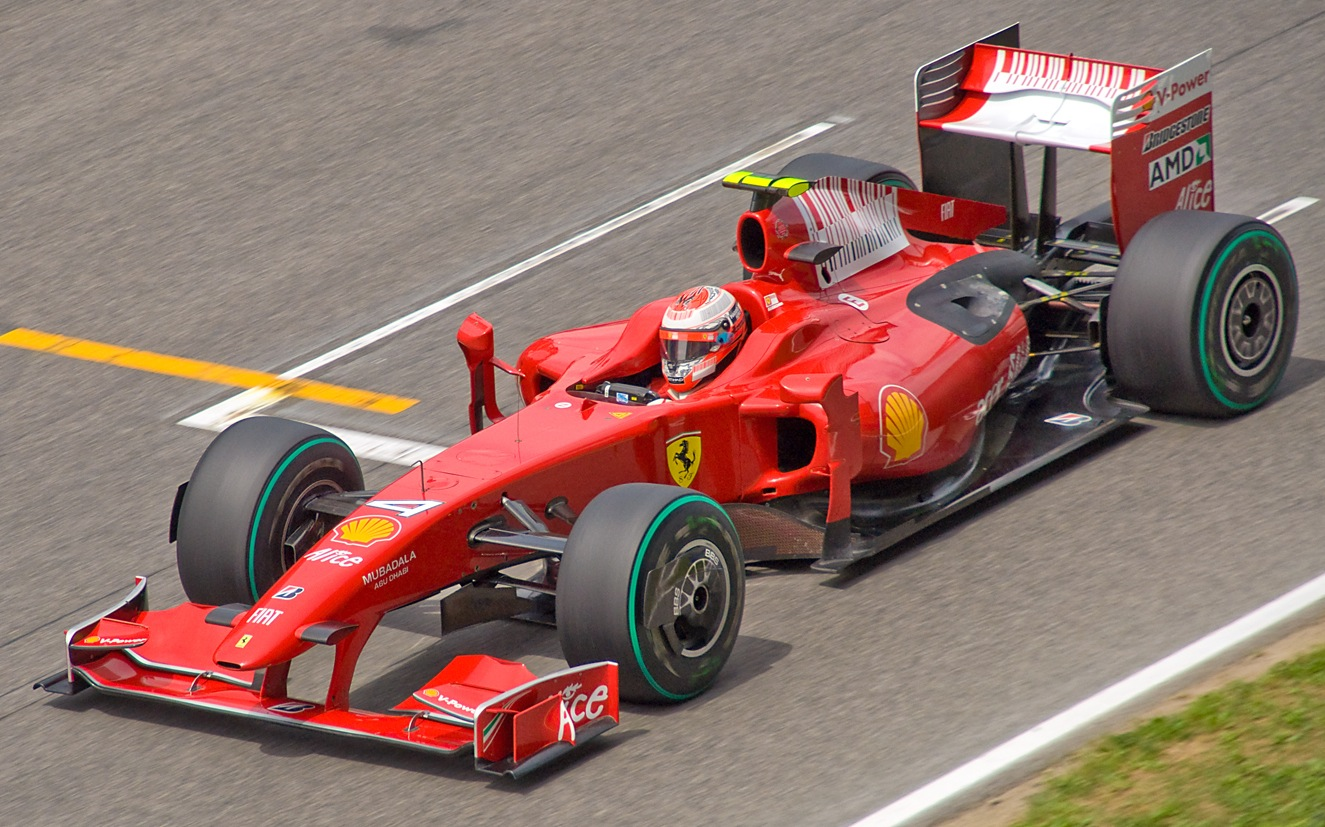
A spanyol nagydíjon

2009-ben számos szabályt gyökeresen megváltoztattak a sportágban (slick gumik visszahozatala, szélesebb első, keskenyebb, magasabb hátsó szárny, szezon közbeni teszttilalom, 18000-es fordulatszám korlátozás, engedélyezett KERS). Számos nagycsapat, köztük a Ferrari sem tudott jól alkalmazkodni az új szabályokhoz, ami meg is látszott az eredményeken. Räikkönen új versenymérnököt kapott, Andrea Stella személyében.
Ausztráliában a 9. helyről indult, 15 körrel a verseny vége előtt a korlátnak ütközött. A versenyt folytatni tudta, de 3 körrel a leintés előtt kiállt a boxba. Bár Malajziában megnyerte a második szabadedzést, de az időmérőn csak 9. lett. Vettel és Barrichello büntetése miatt vasárnap a 7. pozícióból rajtolt. A csapat túl korán hívta ki a finnt extrém esőgumikért, ezért jelentősen hátracsúszott a mezőnyben. Végül a 14. lett. Az esős kínai nagydíjon a 8. helyről indulva a tizedik lett, miközben csapattársa a 3. helyről állt ki műszaki hiba miatt. Bahreinben megszerezte saját maga és a Ferrari első pontjait, 6. lett. Barcelonában már az új duplafedeles diffúzorral indult a csapat. Ennek ellenére a 16. helyről indult, majd a futamon a hidraulika meghibásodása miatt kiesett. Monacóban, az addig legjobban sikerült 2009-es időmérő edzésén második lett, 25 ezredmásodperccel Button mögött. A rajtnál Barrichello megelőzte, így a harmadik helyre esett vissza. Pozícióját a futam végéig megőrizte és Ferrari első dobogós helyezését szerezte. Törökországban 6. lett az időmérőn, de az első szárnya megsérült az első körben. Csak a kilencedikként zárt, pont nélkül, csapattársa, aki mögüle rajtolt, 6. lett.

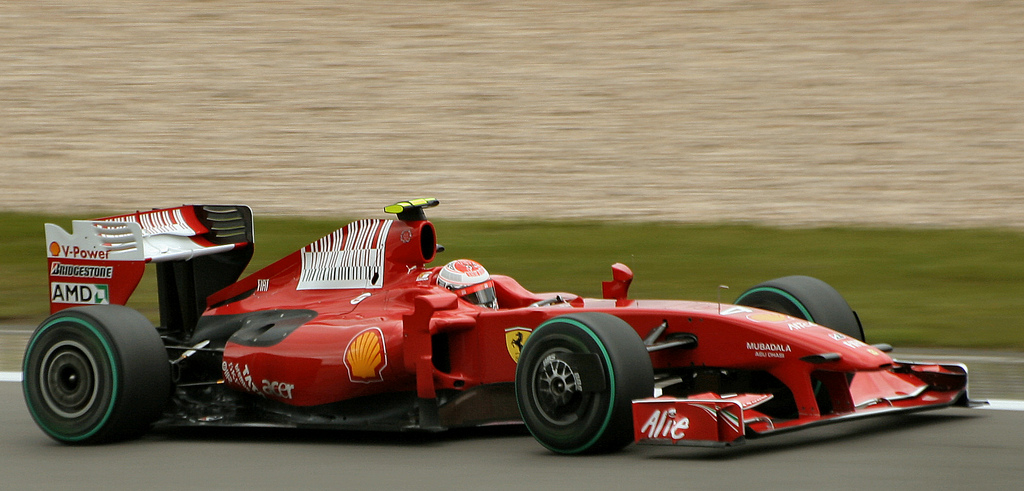
A Nürburgingen

Silverstone-ban a 9. helyről jó rajtja után az 5. helyre jött fel. Boxkiállásai után a 8. helyre esett vissza és ebben a pozícióban is fejezte be a versenyt. A német nagydíjon a 9. helyre kvalifikálta magát, majd a verseny 34. körében műszaki probléma miatt kénytelen volt kiállni.
A magyar nagydíj után a Ferrari már nem fejlesztette tovább az F60-ast, ennek ellenére a finn 4 egymást követő versenyen is dobogós lett. A Hungaroringen a 7. helyről indulva, lendületes rajttal sikerült a 4. helyre előre lépnie. Räikkönen számára az első boxkiállás hozta meg a versenyen elért 2. helyet, mivel Fernando Alonso egy elrontott boxkiállást követően kiszállt a versenyből és Mark Webbert is a Red Bull csapat által elrontott boxkiállással sikerült megelőznie. Az európai nagydíjon ismét dobogóra tudta magát küzdeni. Miután az időmérőn a 7. helyre kvalifikálta a kocsit, a futamon a 3. helyre küzdötte fel magát Rubens Barrichello és Lewis Hamilton előtt. Belgiumban az előző évekhez hasonlóan ismét jól szerepelt, a 6. helyről indulhatott, és parádés rajtjának köszönhetően felzárkózott a 2. helyre, közvetlen Giancarlo Fisichella mögé. Az olaszt a biztonsági autó után a KERS segítségével megelőzte, és innentől (boxkiállásokat kivéve) végig vezetve megnyerte, immár negyedszer a belga versenyt. A 2008-as spanyol nagydíj után állhatott ismét a dobogó legfelső fokára.Monzában tovább folytatta jó formáját: a harmadik helyről indulva és ebben a pozícióban végezve ismét dobogóra állhatott, sorozatban negyedik alkalommal.
Szingapúrban megszakadt sorozata: csak a 10. helyen végzett a 12. helyről indulva, pont nélkül. Japánban ismét közel került a dobogóhoz, 4. lett. A verseny elején a kemény gumikon indulva nem tudott előrébb lépni az 5. helyről, később a lágyabb keverékűekkel megközelítette Heidfeldet, majd boxkiállásánál megelőzte. A futam végén a biztonsági autós szakasz után Hamilton mögött haladt (akinek problémái voltak a KERS-szel), de megelőzni nem tudta autójának kevés tapadása miatt.
Interlagosban az 5. helyről indult, az első kör elején már a második Mark Webbert próbálta előzni, amikor az ausztrál elévágott, így az első vezetőszárnya megsérült. A bokszutcába hajtott, ahol Kovalainen a tankolása után leszakította a tankolócsövet, amelyből az üzemanyag a mögötte haladó Räikkönen autójára került, rövid tüzet okozva (az esetben senki sem sérült meg). Végül a hatodik helyen ért célba.
Utolsó ferraris versenyén, Szingapúrhoz hasonlóan ismét csak a mezőny második feléből indult, a 11. helyről. Az egykiállásos taktikát választva sem sikerült előrébb jutnia, 12. lett.
48 ponttal a 6. helyen végzett az egyéni bajnokságban, Lewis Hamilton mögött 1 ponttal.
A szezon végén a Ferrari bejelentette, hogy Räikkönen elhagyja a csapatot, mivel 2010-től Fernando Alonso kerül helyére. Tették ezt annak ellenére, hogy a finnek élő szerződése volt a következő évre. Esélyes volt McLaren ülésére is Hamilton mellé, de a szerződtetése kútba esett. Ezután a Mercedes GP csapatánál próbálkozott, de nekik is megvolt a pilótapárosuk Michael Schumacher és Nico Rosberg személyében. A Toyota, míg ki nem vonult, felajánlotta, hogy ugorjon be Timo Glock helyére, de ő ezt visszautasította, részben azért, mert futamgyőzelmekre képes autót akart vezetni, és mert nem kapott volna megfelelő fizetést. Így két évre elvonult, hogy a rali-világbajnokságban vezethessen.

#### Lotus F1 Team (2012-2013)

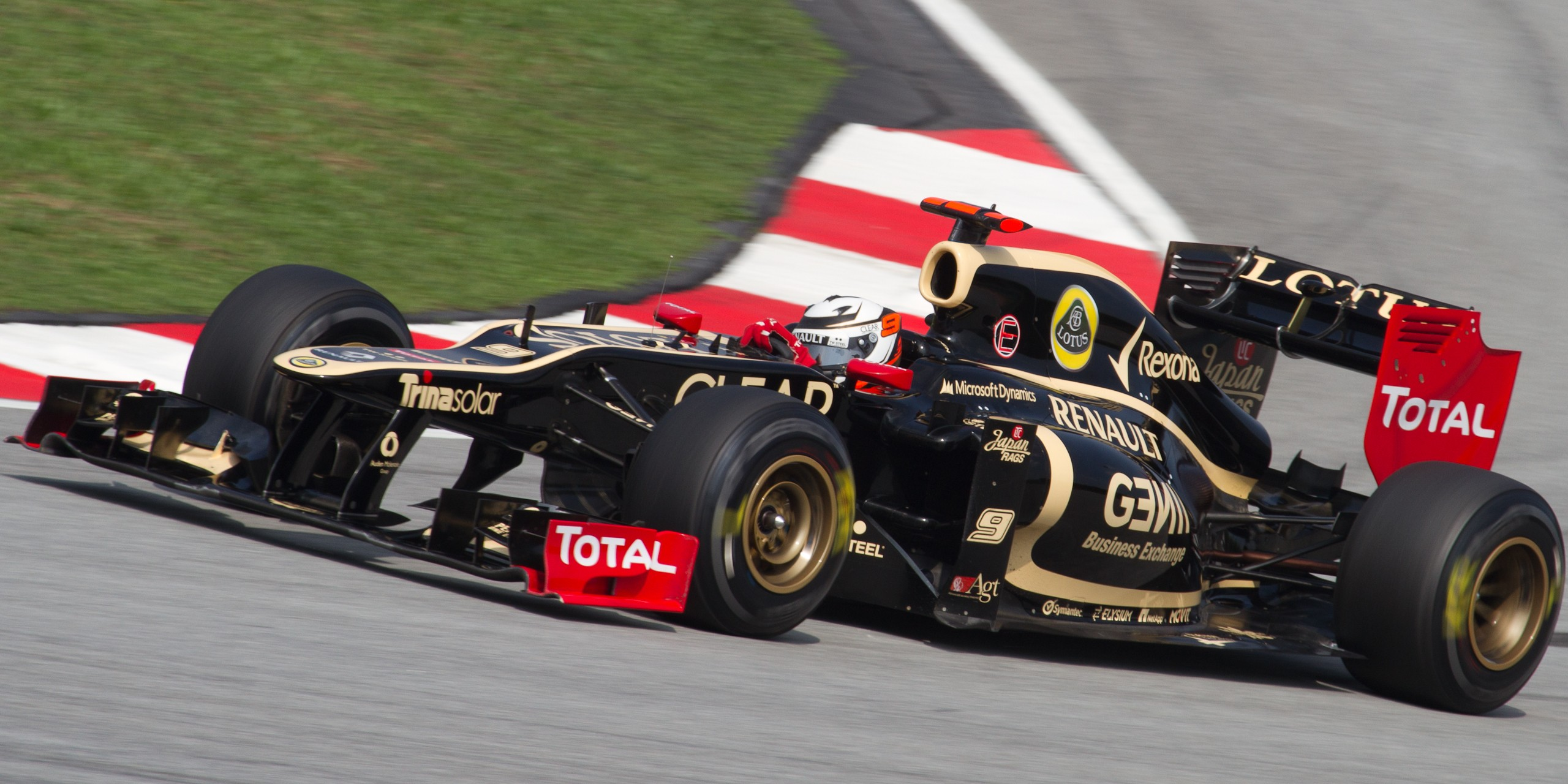
Räikkönen a 2012-es maláj nagydíjon

Már a 2011-es szingapúri nagydíj környékén pletykálták, hogy Raikkkönen visszatérést tervez, mégpedig a Williams csapattal. Noha állítólag tárgyalások is voltak a felek között, a szerződés nem köttetett meg, hanem helyette a Lotus csapatával írt alá egy két évre szóló szerződést.
A 2012-es idény nem kezdődött jól, csak a 17. helyről rajtolhatott az elrontott gyors köre miatt az ausztrál futamon. A versenyen aztán remek teljesítménnyel feljött a hetedik helyig. Malajziában ötödik helyre kvalifikált, és bár a tizedik helyre esett vissza egy váltócsere miatt, végül ötödikként intették le, még úgy is, hogy a mezőny többi tagjával ellentétben semmi tapasztalata nem volt a Pirelli esőgumijaival. Kínában egy elrontott gumistratégia miatt 14. helyre csúszott vissza, pedig második is volt. Bahreinben a shakiri pályán eleinte kissé csalódást keltően kezdett, a szezon során másodszor nem jutott be az időmérőn a legjobb 10 közé. A gyenge teljesítményt utólag gumispórolással magyarázták, mindössze egyetlen mért kört tett meg az időmérő második etapjában. Ez a taktika végül bevált, Räikkönen pedig megszerezte visszatérése óta az első dobogóját. Ezt a teljesítményt megismételte Spanyolországban is. Monaco és Kanada kevésbé fényesen sikerült, ám az európai nagydíjon ismét második lett. A brit nagydíjon megfutotta a verseny leggyorsabb körét.

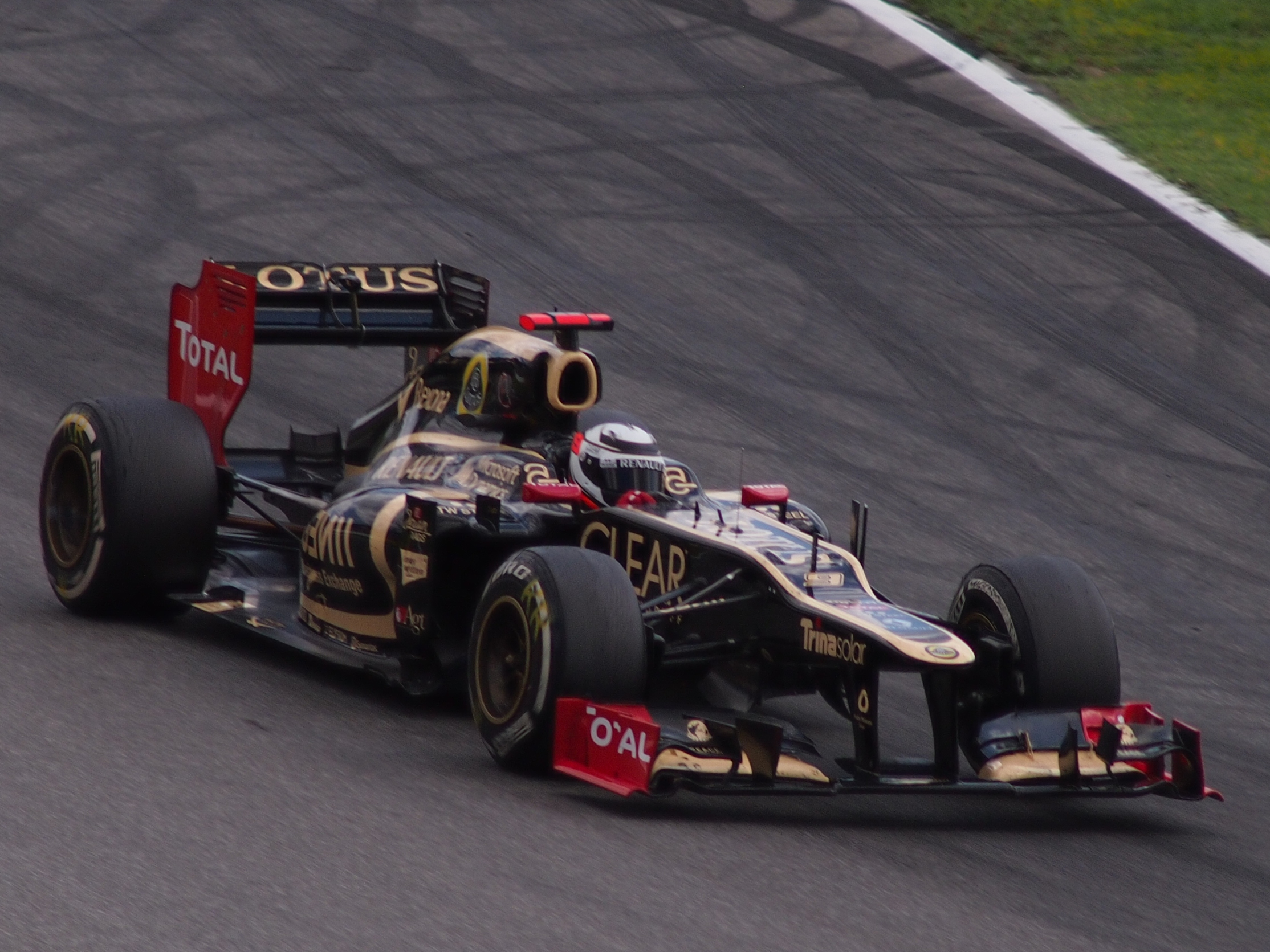
Räikkönen a 2012-es német nagydíjon

A német nagydíjon egy balszerencsés esőben véget érő időmérő edzésen csak a 10. rajtkockát szerezte meg. Vasárnap a már napsütéses futamon hagyományosan erősnek bizonyuló Lotusszal kiváló versenyben a 4. helyet kaparintotta meg, de Sebastian Vettel utólagos büntetésével 3. helyezetté lépett elő egy újabb dobogót szerezve csapatának. A magyar nagydíjon ötödik helyről rajtolhatott, de a kinetikus energia-visszanyelő rendszer hibája miatt pozíciót vesztett. A futam alatt parádés versenyzéssel aztán visszajött egészen a második helyig, mindössze egy másodperc lemaradásban a futamgyőztes Lewis Hamilton mögött.
A nyári szünet után a belga nagydíj egyik szakértőjeként nem volt meglepetés, hogy ismét dobogóra állhatott, korábban két kieséstől (2001 és 2008) eltekintve csak nyert. A soron következő versenyeken nem sikerült kimagasló eredményeket elérnie, egészen az abu-dzabi nagydíjig, ahol szenzációsan versenyzett és visszatérése óta először felállhatott a dobogó tetejére.
Interlagosban azzal produkálta a legemlékezetesebb momentumát, amikor a pályáról lesodródva a régi pálya nyomvonalán próbált visszatérni, de annak kijárata zárva volt, így kénytelen volt visszafordulni. A versenyt a 10. helyen fejezte be, ezzel 2012-ben megdöntötte Nick Heidfeld rekordját, mivel minden nagydíjon célba ért, és 20 futamból 19-en pontot szerzett. 207 ponttal összetettben a 3. helyen végzett visszatérése évében, ezzel bőven túlteljesítette a felé támasztott elvárásokat.
Habár pletykálták, hogy esetleg elhagyná a csapatot, Räikkönen maradt a Lotusnál 2013-ra is. Rögtön az első versenyt, a szezonnyitó ausztrál nagydíjat megnyerte, amit karrierje egyik legkönnyebb győzelmének nevezett. A kiváló szezonkezdet után a maláj nagydíjon mindössze a 7. helyet tudta megszerezni, részben büntetés, részben autója sérülése miatt. Kínában visszatérése óta először kvalifikált az első sorba, a második rajtkockába, ami ígéretesnek tűnt a versenyre nézve. A futamon végül megelőzte a pole-ból rajtoló Lewis Hamiltont, viszont mindkettejüket megelőzte a 3. helyről induló Fernando Alonso, így be kellett érnie rajthelyével, vagyis a második helyezéssel. A futam után nem volt elégedett, mivel nyerni szeretett volna, amire meg is lett volna az esélye, ha a verseny korai szakaszában nem szorítja le a pályáról Sergio Perez. Az ütközés következtében megsérült a Lotus orrkúpja, így elvesztette esélyét, hogy üldözze Alonso Ferrariját.
Bahreinben, mindössze egy héttel a kínai nagydíjat követően csak a 9. legjobb időt autózta (Hamilton büntetése miatt a 8. kockából rajtolhatott), azonban a másnapi futamot Ausztráliához hasonlóan képes volt a többségnél eggyel kevesebb kiállással teljesítenie. Ez a győzelemhez ugyan kevés volt, de a dobogó második fokára elegendőnek bizonyult. A harmadik helyet csapattársa, Romain Grosjean szerezte meg, így a Lotus a konstruktőrök között átvette a második helyet a Ferraritól.
Spanyolországban ismét egy fantasztikus versenyhétvégét fejezett be, a második sorból rajtolva egészen a dobogó második fokáig kapaszkodott fel. Monaco, és Kanada nem úgy sikerült a Lotus számára ahogy tervezték, mindössze 3 pontot gyűjtöttek, viszont Räikkönen kanadai pontszerzésének köszönhetően beállította Michael Schumacher rekordját, ugyanis egymást követő 24 futamon keresztül pontszerző helyen intették le.
A silverstone-i nagydíjra a Lotus számos újítást hozott, amitől előrelépést vártak, azonban az időmérőn Räikkönen csak a 9. lett. A versenyen más volt a helyzet, úgy tűnt a versenytempóval nincs gond, Räikkönen egy biztosnak látszó dobogós helyezést bukott el, a csapat rossz taktikájának köszönhetően, ugyanis az utolsó safety car-fázisnál kint hagyták a pályán a használt abroncsokkal, így csak 5. lett. A német nagydíjon remek versenyzéssel a negyedik rajthelyről a 2. helyig küzdötte fel magát, és Sebastian Vettel sarkában ért célba.
A magyar nagydíj időmérő edzésén csak a 6. helyet szerezte meg, de nem volt elégedett autójának egyensúlyával. Vasárnap a futamon egy kiállást megspórolva, remek tempóval maga mögött tudta tartani az utolsó kiállásáról visszaérkező Sebastian Vettelt, így Hamilton mögött újra a 2. helyen ért célba. Ezzel az eredménnyel feljött a világbajnoki tabella második helyére.
A négy hetes szünet után következett a belga nagydíj, ahol a Lotus fékje nem bírta ki a versenyt, így Räikkönen 27 futam után először nem tudott pontot szerezni. Ezzel egy másik rekordkísérlete lett eredménytelen: 38 versenyt fejezett be egyhuzamban kiesés nélkül, Nick Heidfeld viszont 41-et, így ezt nem sikerült megdöntenie.
Az olasz nagydíjon egyre erősödtek a hírek, miszerint Kimi Räikkönen visszatér a Ferrarihoz, mert a Lotus képtelen győztes autót építeni, illetve az is probléma volt, hogy a csapat, állítása szerint, több millió euró fizetéssel tartozott neki. A csapat állítólag nem volt felkészülve arra, hogy Räikkönen ilyen jó teljesítményt fog nyújtani, és mivel a szerzett pontok után prémiumot kapott, gyakorlatilag csődközeli állapotba került volna a Lotus, ha kifizette volna az összeget. Szingapúrban hátfájdalmakra panaszkodott, nem is ment jól, csak a 13. helyre kvalifikálta magát, mégis megszerezte a futamon a harmadik helyet.
Az indiai nagydíjon került sor a kenyértörésre közte és a csapat között. A 6. helyről indulhatott, tehát ismét kockáztatniuk kellett egy jó eredmény érdekében. A Lotus és Räikkönen úgy döntött, hogy megspórolnak egy kiállást, ami egy darabig működött is. Räikkönen a 2. helyen haladt, majd 10 körrel a futam vége előtt teljesen elfogytak a gumijai, s egészen a 7. helyig esett vissza. A finnt először csapattársa, Grosjean próbálta megelőzni, s a francia túl agresszív próbálkozásának köszönhetően majdnem kiütötték egymást, mire Alan Permane, a csapat pályamérnöke annyit mondott a finnek rádión: " Kimi, takarodj a kib*szott útból", mire Kimi reagált: "Ne ordibálj velem b*szd meg! Majd elengedem ha kiértünk a kanyargós részből." Végül Räikkönen egy verseny végi kerékcserével a hetedik helyen ért célba, de közte és a csapat közt végleg megromlott a viszony.
Az abu-dzabi nagydíjra Räikkönen egy nap késéssel érkezett meg, kihagyva a kötelező sajtónapot. Péntekre összehívta a sajtót, s kitálalt a Lotus ügyeiről. Räikkönen elmondta, hogy egész évben egy fillért sem kapott a csapattól, továbbá ő és menedzsere kijelentette: ha nem fizetik ki a hétvége után, akkor nem ül autóba az utolsó két futamon. Az 5. helyről várhatta volna a futamot, de a Lotus szabálytalan padlólemeze miatt kizárták az időmérőről, és végül az utolsó helyről kellett rajtolnia. A finn számára nem tartott sokáig a futam, már az első kanyarban kiesett. Ezután már nem is ment vissza a csapatához, hanem visszament a szállodai szobájába. A szezon hátralévő futamain már nem is vett részt, hátfájdalmaira hivatkozva megműttette magát, a csapatnál Heikki Kovalainen helyettesítette – időközben a bérvitát sikerült rendezniük.

#### Újra a Ferrarinál (2014-2018)
2013 szeptemberében bejelentették, hogy Räikkönen anyagi okokból kifolyólag otthagyja a Lotust, és a Ferrari versenyzője lesz 2 évre. A második turbókorszak első évében bevezették az állandó rajtszámokat, ő a 7-est választotta, azzal az indokkal, hogy "az előző évben is az volt". A 2014-es év pocsékul kezdődött a számára, köszönhetően a Ferrari formájának is, de a nyári szünetről visszatérve a Belga Nagydíjon negyedik helyet ért el – sajnos ez volt a legjobb eredménye az évben. Ezen a futamon fordult elő először és utoljára, hogy csapattársánál, Alonsónál jobb helyen végzett. A bajnokságot a 12. helyen zárta, és az újonc évét leszámítva az egyetlen év volt, amikor nem állt dobogóra. Ráadásul a Brit Nagydíjon csúnya balesetet szenvedett, amit szerencsére kisebb zúzódásokkal megúszott.
2015-ben új csapattársat kapott, Sebastian Vettel személyében. A szezonnyitó Ausztrál Nagydíjat fel kellett adnia, mert lazán rögzítették fel az egyik abroncsot kerékcserénél. A bakit követően jobb formában versenyzett, Bahreinben második lett. A Ferrari is sokkal jobb formában volt, mint az előző évben, és Räikkönen szorgalmasan gyűjtögette a pontokat. Néhány versenye szerencsétlen véletleneken ment el: Montrealban kipördült, az Osztrák Nagydíjon Alonsóval ütközött, a Magyar Nagydíjon pedig technikai hiba miatt lelassult, és ezzel kettős Ferrari-győzelmet bukott a csapat. A nyári szünetben bejelentették, hogy újabb egy évre aláírt a Ferrarihoz. Az Olasz Nagydíjon az első sorból indult, és egy győzelemesélyes versenyt vesztett, amikor a rajtnál beragadt az autója, és csak ötödik lett végül. A bajnokságban ebben az évben a negyedik helyen zárt, és háromszor állhatott dobogóra.

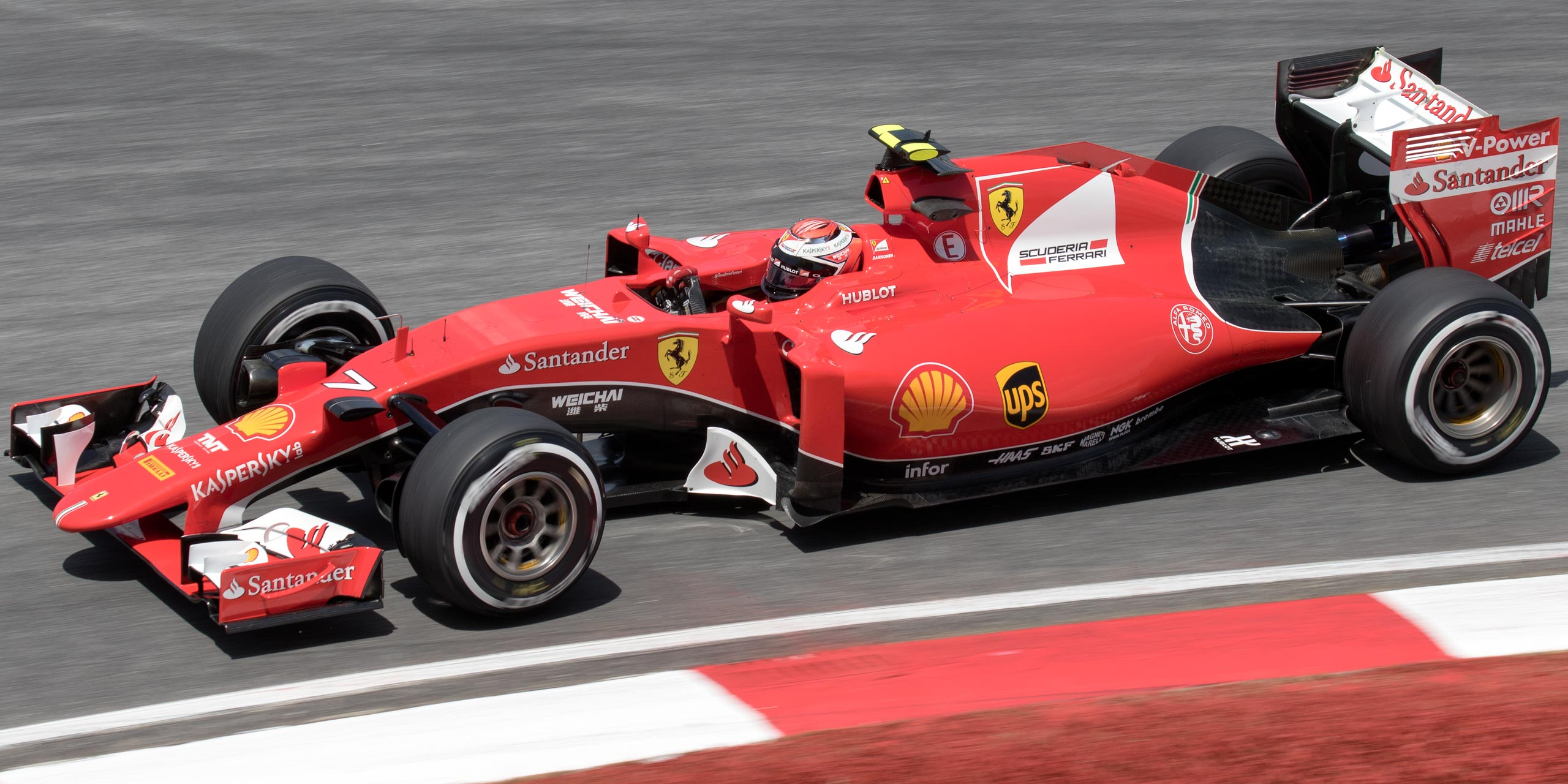
A 2015-ös maláj nagydíjon

2016-ban a Ferrari ismét visszaesett. A szezonnyitó Ausztrál Nagydíjon kiesett, mert kigyulladt az autója, de aztán Bahreinben második lett. Kínában a harmadik helyről indult, de a rajt után ütközött Vettellel, és visszaesett, mégis az ötödik helyen zárta a futamot. Oroszországban a harmadik helyre jött fel, kihasználva egy rajtbalesetet, s ez volt a Ferrari 700. dobogós helyezése. Spanyolországban második lett, ez volt harmadik, és utolsó dobogós helyezése az évben. Ebben az idényben legyőzte csapattársát, Vettelt.
A 2017-es évben a Ferrari egy abszolút bajnokesélyes csapat volt. Räikkönen 129 verseny után újra pole pozícióból indulhatott Monacóban, amit aztán nem sikerült győzelemre váltania. Eléggé hullámzó volt az évben a teljesítménye, főként Vettelhez képest. A Magyar Nagydíjon kettős győzelmet arattak, Räikkönen második lett. Szingapúrban közvetetten érintett lett egy rajtbalesetben, aminek köszönhetően a két Ferrari már az első kanyarban kiesett, és ez Vettel világbajnoki esélyeit is elvágta.Malajziában hiába indult volna a második helyről, motorhiba miatt el sem tudott rajtolni. Austinban, Mexikóban, és Brazíliában harmadik lett.

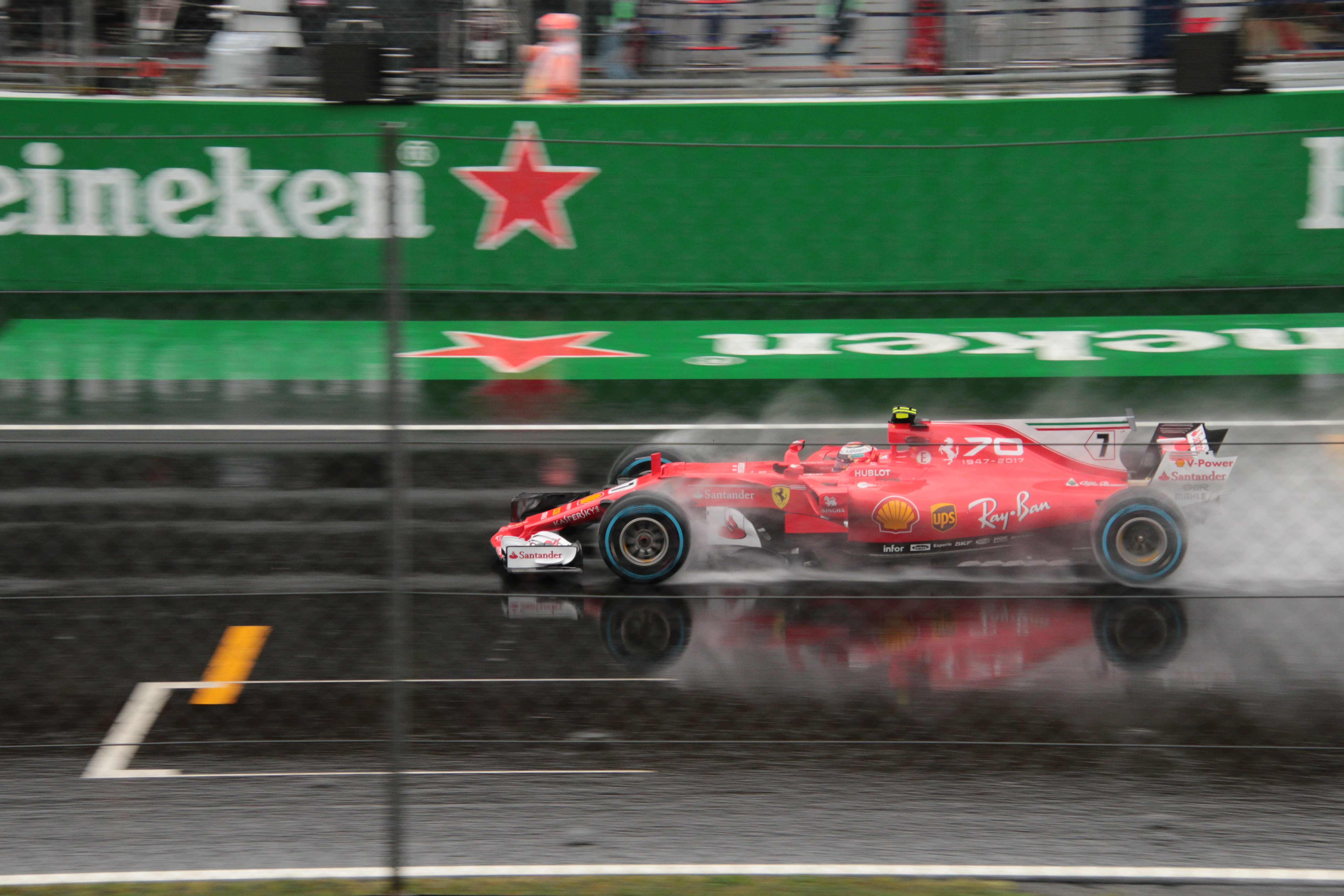
Räikkönen a 2017-es olasz nagydíjon

Szerződését meghosszabbították 2018-ra is. Ígéretesen kezdett: Ausztráliában harmadik lett, de Bahreinben egy buta hiba miatt kiesett: boxkiállása során áthajtott az egyik szerelő lábán, aki súlyosan megsérült, és ezért neki is fel kellett adnia a futamot. A Ferrarit 50 ezer euróra büntették ezután. Az ezt követő versenyeken rendszeresen dobogóra állhatott, az Olasz Nagydíjon pedig pole pozícióból indulhatott, megfutva a Formula–1 addigi leggyorsabb időmérős körét. Az eredményt mégsem válthatta győzelemre,mert a Ferrari eltaktikázta magát, így csak a második helyen ért célba. Pár héttel később bejelentették, hogy 2019-től helyet cserél a Sauber ifjú tehetségével, Charles Leclerc-lel, és annál a csapatnál versenyez ismét, ahol elkezdte a pályafutását. Austinban parádés versenyzéssel futamot nyert, öt és fél évvel az utolsó, és kilenc évvel az első ferraris győzelme után. Ezzel a legeredményesebb finn Formula–1-es versenyző lett. Győzelmét úgy aratta, hogy az első körben lerajtolta Hamiltont (az első körben már 2 éve nem tudott pozíciót javítani), és minderre pontosan 11 évvel világbajnoki címét követően került sor. Abban az évben Mexikóban és Brazíliában is dobogós helyet szerzett, a szezonzáró futamon (mely utolsó ferraris versenye volt) pedig bár kiesett, a bajnokságot a harmadik helyen zárta.

### Alfa Romeo (2019-2021)
2018 szeptemberében bejelentették, hogy Räikkönen a következő évtől az Alfa Romeo névre átkeresztelt Sauber csapatnál folytatja, melyhez két évre írt alá – annál a csapatnál, ahol a pályafutását kezdte. Már a 2018-as szezonzáró utáni Pirelli-gumiteszten vezette a csapat az évi autóját. 2019-es szezonja remekül kezdődött, az egyébként a középmezőnyben tanyázó csapat számára: Räikkönen 31 pontot gyűjtött a nyári szünetig, amivel a nyolcadik helyen állt a bajnokságban, miközben csapattársa, Antonio Giovinazzi mindössze egyet szerzett. A nyári szünet után aztán a csapat formája hanyatlani kezdett, Räikkönen pedig hét versenyen keresztül még pontot sem szerzett. Belgiumban állt ehhez a legközelebb, amikor Max Verstappen kiütötte őt az első körben. Brazíliában remek teljesítménnyel a negyedik helyen végzett, amely csapatának is a legjobb eredménye volt 2013 óta. A bajnokságot 43 ponttal a 12. helyen zárta, ami a csapat számára szintén a legjobb eredménye volt hat év után.

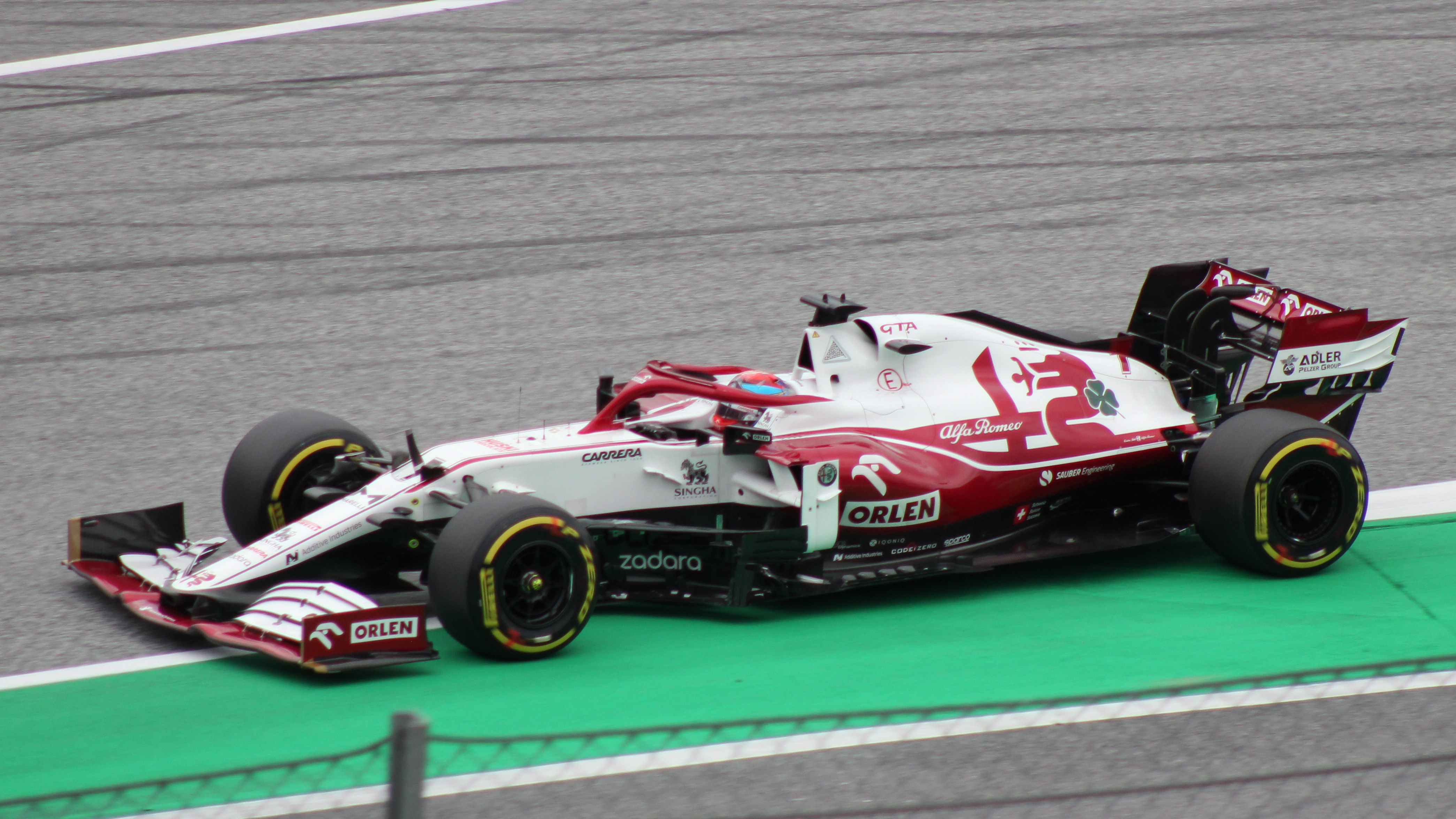
Utolsó évében, az Alfa Romeo csapatánál

A 2020-as idénynek az Alfa Romeo abszolút esélytelenül vágott neki, köszönhetően az abban az évben rettentően gyenge Ferrari-motornak. Az Alfa Romeo visszazuhant a mezőny végére, ahol a Haas és a Williams csapattal küzdött. Ebben az évben Räikkönen mindössze kétszer szerzett pontokat: egyszer a Toszkán Nagydíjon, egyszer pedig Imolában. Egy alkalommal, Törökországban, még az időmérő edzés Q3-as szakaszába is bejutott, és nyolcadik lett. A bajnokságot négy ponttal a 16. helyen zárta. Csapattársát, Giovinazzit kilencszer verte meg abból a 13 alkalomból, amikor mindketten célba értek, és négy alkalommal ő volt a pályán a legeredményesebb Ferrari-motoros pilóta. Az Eifel nagydíjon 323. versenyét futotta, ezzel megdöntötte Rubens Barrichello rekordját, és ő lett a legtöbb versenyen elrajtolt pilóta. Az év végén elnyerte az FIA "Év pillanata" díját a portugál nagydíjon bemutatott produkciójáért, amikor is a rajtnál tíz autót is megelőzött.
2021-ben is maradt a csapatnál, amelynek teljesítménye nem javult, szeptemberben pedig bejelentette visszavonulását.

## Rali

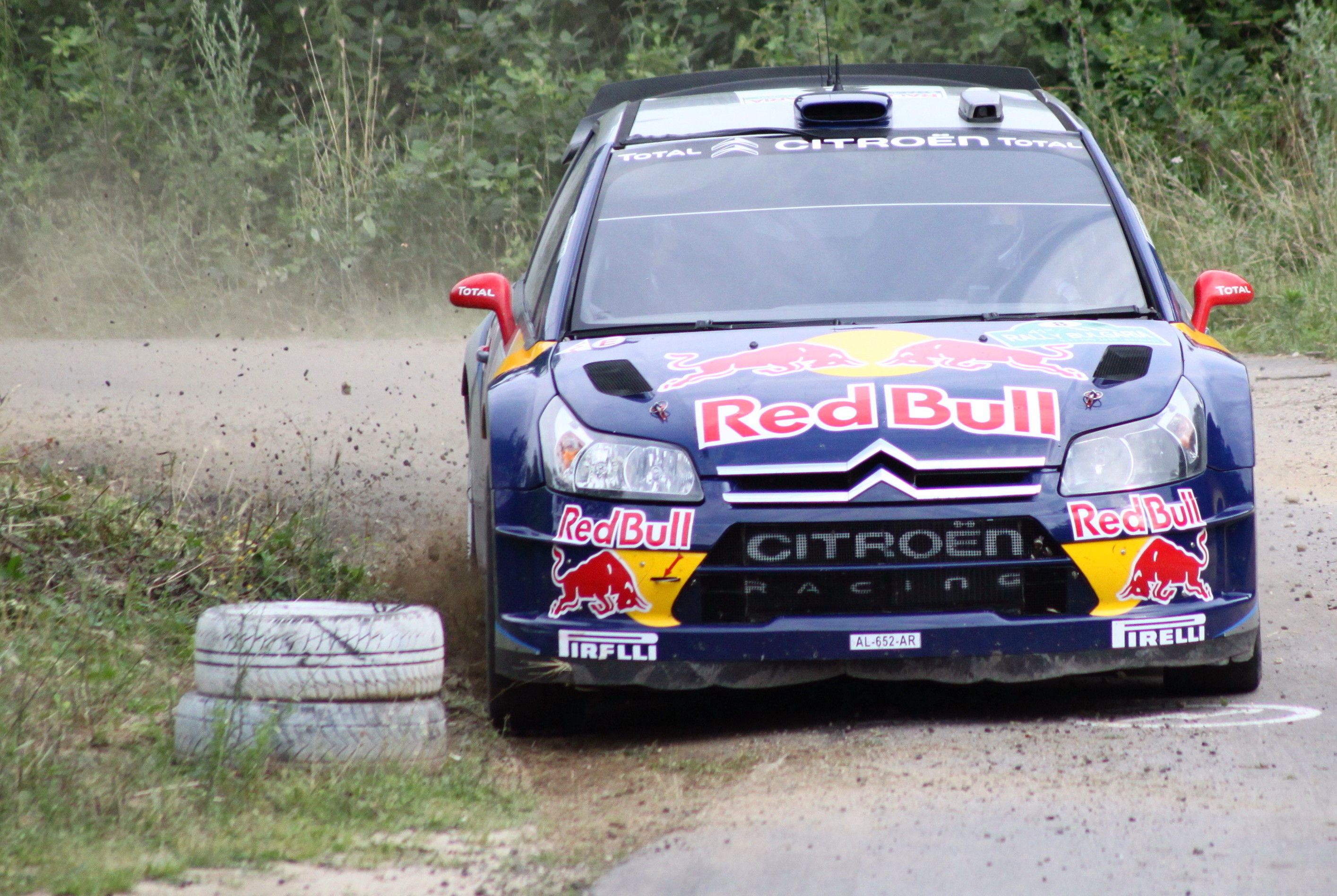
Räikkönen a 2010-es bolgár ralin

Räikkönen először 2009 januárjában vett részt raliversenyen, akkor hazájában, az Arctic Lapland Rally-n szerepelt. A Tommi Mäkinen Racing Abarth Grande Punto S2000-esével indult, a 13. helyen ért célba. Ezt követően rajthoz állt egy februári finn viadalon is, majd májusban egy olasz viadalon indult.
A 2009-es Finn rali keretében vett először részt a rali-világbajnokságon. A futamot július 30. és augusztus 2. között tartottak. Az N-kategóriában a harmadik, összesítésben pedig a tizenötödik helyen állt, amikor a szombati nap záró szakaszán balesetet szenvedett, és összetörte autóját. A baleset után már nem folytatta a versenyt.

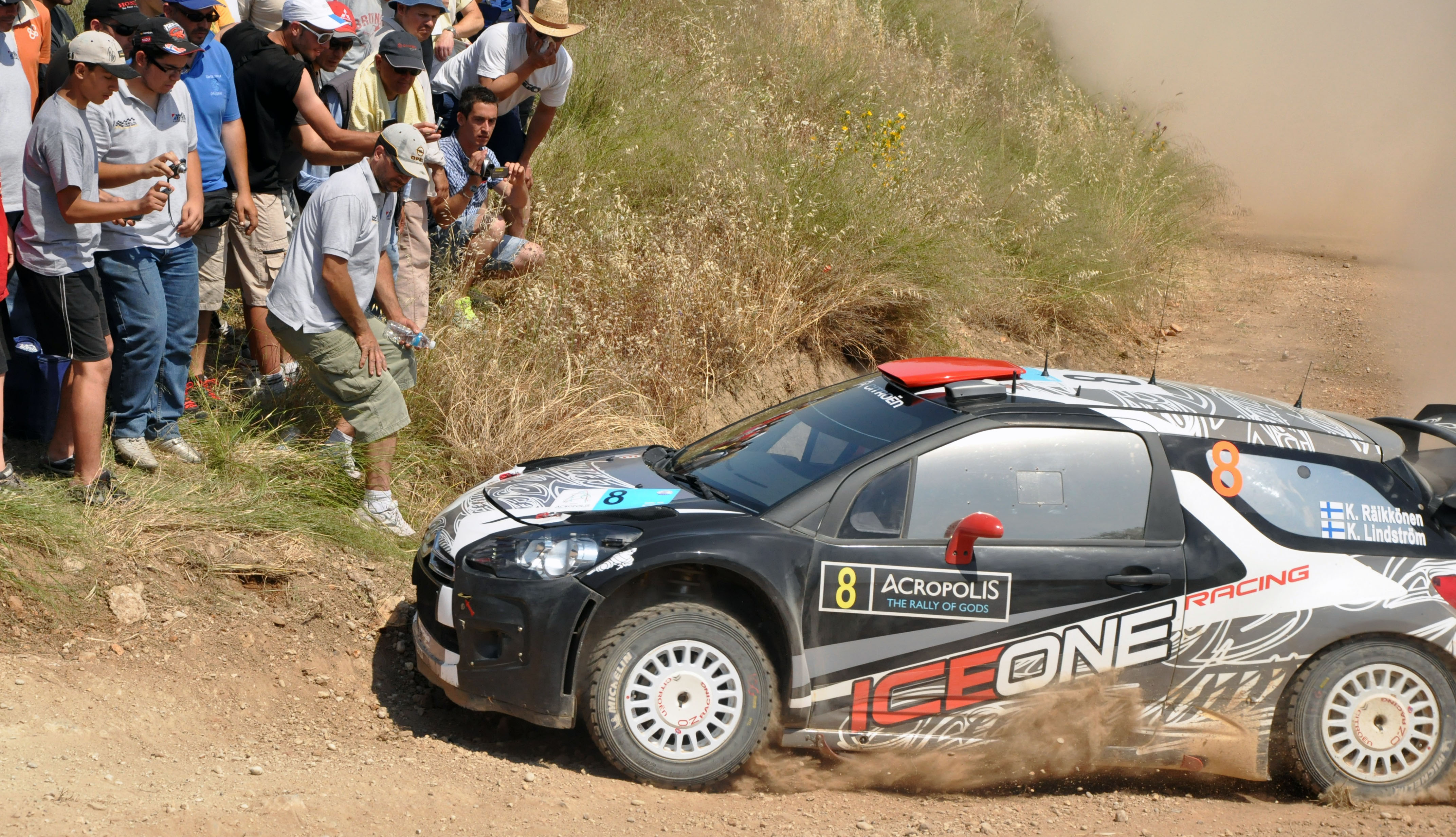
Räikkönen a 2011-es Akropolisz-ralin

2009. december 9-én jelentették be, hogy 2010-ben Citroën Junior Teammel részt vesz a világbajnokság – az Új-Zéland-rali kivételével – összes futamán. A szezon során a Red Bull által szponzorált Citroën C4 WRC-t vezette a tapasztalt navigátorral, Kaj Lindström-mel. Legjobb eredményük a török ralin elért 5. hely volt.
A szezonnyitó svéd ralit megelőzően ismét részt vett az Arctic Lapland Rally-n. A futamon a Citroen gyári versenyzője Dani Sordo is jelen volt. 2010. április 3-án szerezte meg első pontjait a WRC-ben a jordán ralin elért 8. helyével. Ezzel a pontszerzéssel ő lett a második olyan pilóta aki a Formula–1 és a WRC-ben is pontot szerzett Carlos Reutemann után. A következő versenyen a török ralin sokat javulva az 5. helyen végzett. A győztes Sébastien Loeb-től 6:44.3-s hátrányban ért célba.
A német ralin megszerezte első szakaszgyőzelmét is. A 7. helyen fejezte be a versenyt. 2010. szeptember 18-án megnyerte első rali versenyét Franciaországban a Rallye Vosgien elnevezésű versenyen, ahol 6-szakaszból hatot nyert meg.
A 2011-es rali-világbajnokságon a ICE 1 Racing csapat színeiben indult, ami saját csapata is volt egyben. Egy Citroën DS3 WRC-vel vett részt a versenyeken. A svéd ralin a szezonnyitó futamon rögtön a 8. helyen ért célba. A mexikói ralin nem indult el. A Jordán-ralin a 6. helyen végzett. Räikkönen nem fejezte be a szezont, miután kevesebb, mint két európai futamon vett rész, így kizárták a szezon hátralévő futamairól.

## NASCAR
2011-ben bejelentette, hogy részt vesz a NASCAR Camping World Truck Series bajnokságban is azzal, hogy esetleg a Nationwide és a Sprint Cup Series bajnokságokban is indulna. A Kyle Busch Motorsports csapattal írt alá szerződést, első versenye a North Carolina Education Lottery 200 volt, ahol 15. lett, pedig csak a 31. helyről tudott elrajtolni. Ugyanezen a pályán májusban a Nationwide bajnokságban a NEMCO Motorsports színeiben indult, ahol 27. lett csupán, miután az autója alá törmelék szorult és még büntetést is kapott boxutcai gyorshajtásért. Később a Robby Gordon Motorsports csapatával állapodott meg, hogy a csapat második autójával rész venne az éves Toyota/Save Mart 350 versenyen. Ebből azonban nem lett semmi, miután egy teszt során összetörte az autót.

## Eredményei

### Formula–1-es rekordjai
- 2005-ben és 2008-ban is beállította Michael Schumacher rekordját, aki a 2004-es szezon során 10 alkalommal futotta meg a verseny leggyorsabb körét.
- Ő rendelkezik a harmadik legtöbb leggyorsabb körrel (46) a Formula–1 történetében.
- 2008-ban hat egymást követő futamon (Spanyolországban, Törökországban, Monacóban, Kanadában, Franciaországban és Nagy-Britanniában) is megfutotta a verseny leggyorsabb körét. Ugyanez egy szezonon belül rajta kívül csak Alberto Ascarinak sikerült 1952-ben.
- Räikkönen volt az első versenyző Nigel Mansell 1989-es brazíliai győzelme óta, aki megnyerte a ferraris debütáló versenyét. Rajtuk kívül ez a tett csak Juan-Manuel Fangionak (1956) sikerült előttük, míg később, 2010-ben Fernando Alonso is megszerezte a győzelmet első ferraris versenyén, a 2010-es bahreini nagydíjon.
- A 2007-es kínai nagydíjon megszerezte a Ferrari 200. nagydíjgyőzelmét és 600. dobogós helyezését.
- A 2008-as francia nagydíjon Räikkönen megszerezte a Ferrari kétszázadik pole-pozícióját.
- A 2016-os orosz nagydíjon ő szerezte meg a Ferrari 700. dobogós helyezését.
- Räikkönen volt a második Formula–1-es versenyző, aki úgy nyerte meg a világbajnoki címet, hogy az utolsó futam előtt a harmadik helyen állt a ponttáblázaton. Az első ilyen pilóta Nino Farina volt, aki az első Formula–1-es idényben nyert bajnokságot. Később Sebastian Vettelnek is így sikerült megszereznie első címét.
- Räikkönen a harmadik versenyző Juan-Manuel Fangio és Jody Scheckter után, aki első ferraris szezonjában világbajnok lett.
- Räikkönen a harmadik finn versenyző Keke Rosberg és Mika Häkkinen után, aki Formula–1-es világbajnoki címet szerzett. Ezenkívül ő a legsikeresebb finn versenyző a pontok, a győzelmek, a dobogós helyezések és a leggyorsabb körök tekintetében.
- Räikkönené a legsikeresebb ferraris debütáló szezon 6 futamgyőzelemmel. Korábban ezt a rekordot Alain Prost tartotta 5 győzelemmel (1990).
- Ő aratta a Lotus F1 Team első győzelmét 2012-ben.
- Összesítve ő rendelkezik a legtöbb második és harmadik hellyel (82).
- Räikkönen a 2008-as francia nagydíj után csak a 2017-es monacói nagydíj időmérő edzésén tudta megszerezni az első rajtkockát, a két pole-pozíciója között 3262 nap telt el.
- Räikkönen rendelkezik a legtöbb harmadik helyezéssel (43) a Formula–1-ben.[52]
- A 2018-as olasz nagydíj időmérő edzésén Räikkönen minden idők leggyorsabb körét autózta meg. A kört 1:19,119 másodperc alatt tette meg, 263,587 km/h-s átlagsebességgel.[53]
- Räikkönen a 2018-as amerikai nagydíjon szerzett győzelmével megszakította a 2013-as ausztrál nagydíj óta tartó 113 futamos nyeretlenségi sorozatát. Ez a leghosszabb időszak két győzelem között.[54][55]
- Räikkönen első (2003-as maláj nagydíj) és utolsó (2018-as amerikai nagydíj) győzelme között 5691 nap telt el. Ez a leghosszabb időszak egy pályafutás alatt szerzett első és utolsó győzelem között.[56]
- A 2020-as Formula–1 Eifel nagydíjon 322 indulásával ő lett a valaha volt legtöbb nagydíjon induló pilóta. A portugál nagydíjon 326 nevezésével a legtöbb futamra benevezett pilóta is ő lett.

### Formula–1-es statisztikái
| Év                  | Csapat                  | Verseny | Győzelem | Pole pozíció | Leggyorsabb kör | Pont | Helyezés |
| ------------------- | ----------------------- | ------- | -------- | ------------ | --------------- | ---- | -------- |
| 2001                | Sauber-Petronas         | 16      | 0        | 0            | 0               | 9    | 10.      |
| 2002                | McLaren-Mercedes        | 17      | 0        | 0            | 1               | 24   | 6.       |
| 2003                | McLaren-Mercedes        | 16      | 1        | 2            | 3               | 91   | 2.       |
| 2004                | McLaren-Mercedes        | 18      | 1        | 1            | 2               | 45   | 7.       |
| 2005                | McLaren-Mercedes        | 18*     | 7        | 5            | 10              | 112  | 2.       |
| 2006                | McLaren-Mercedes        | 18      | 0        | 3            | 3               | 65   | 5.       |
| 2007                | Scuderia Ferrari        | 17      | 6        | 3            | 6               | 110  | 1.       |
| 2008                | Scuderia Ferrari        | 18      | 2        | 2            | 10              | 75   | 3.       |
| 2009                | Scuderia Ferrari        | 17      | 1        | 0            | 0               | 48   | 6.       |
| 2012                | Lotus F1 Team           | 20      | 1        | 0            | 2               | 207  | 3.       |
| 2013                | Lotus F1 Team           | 17**    | 1        | 0            | 2               | 183  | 5.       |
| 2014                | Scuderia Ferrari        | 19      | 0        | 0            | 1               | 55   | 12.      |
| 2015                | Scuderia Ferrari        | 19      | 0        | 0            | 2               | 150  | 4.       |
| 2016                | Scuderia Ferrari        | 21      | 0        | 0            | 1               | 186  | 6.       |
| 2017                | Scuderia Ferrari        | 19      | 0        | 1            | 2               | 205  | 4.       |
| 2018                | Scuderia Ferrari        | 21      | 1        | 1            | 1               | 251  | 3.       |
| 2019                | Alfa Romeo Racing       | 21      | 0        | 0            | 0               | 43   | 12.      |
| 2020                | Alfa Romeo Racing Orlen | 17      | 0        | 0            | 0               | 4    | 16.      |
| 2021                | Alfa Romeo Racing Orlen | 20      | 0        | 0            | 0               | 10   | 16.      |
| Karrier összesítése | Karrier összesítése     | 349     | 21       | 18           | 46              | 1873 |          |

(A táblázat a 2021-es Formula–1 abu-dzabi nagydíj után frissült.)
*A 2005-ös szezonban 19 verseny volt, de az USA nagydíjon a Michelin gumikkal versenyző autók nem álltak rajthoz.
**A 2013-as évben 19 futam volt, de az utolsó két futamon hátfájdalmak (és a Lotus csapattal való összetűzések miatt) miatt nem indult el.

Összesen: 21 győzelem, 18 első rajtkocka, 46 leggyorsabb kör, 1859 pont.

### Győzelmei a Formula-1-ben
| Év   | Nagydíj           | Csapat  | Verseny |
| ---- | ----------------- | ------- | ------- |
| 2003 | maláj nagydíj     | McLaren | 36.     |
| 2004 | belga nagydíj     | McLaren | 64.     |
| 2005 | spanyol nagydíj   | McLaren | 73.     |
| 2005 | monacói nagydíj   | McLaren | 74.     |
| 2005 | kanadai nagydíj   | McLaren | 76.     |
| 2005 | magyar nagydíj    | McLaren | 81.     |
| 2005 | török nagydíj     | McLaren | 82.     |
| 2005 | belga nagydíj     | McLaren | 84.     |
| 2005 | japán nagydíj     | McLaren | 86.     |
| 2007 | ausztrál nagydíj  | Ferrari | 106.    |
| 2007 | francia nagydíj   | Ferrari | 113.    |
| 2007 | brit nagydíj      | Ferrari | 114.    |
| 2007 | belga nagydíj     | Ferrari | 119.    |
| 2007 | kínai nagydíj     | Ferrari | 121.    |
| 2007 | brazil nagydíj    | Ferrari | 122.    |
| 2008 | maláj nagydíj     | Ferrari | 124.    |
| 2008 | spanyol nagydíj   | Ferrari | 126.    |
| 2009 | belga nagydíj     | Ferrari | 152.    |
| 2012 | abu-dzabi nagydíj | Lotus   | 175.    |
| 2013 | ausztrál nagydíj  | Lotus   | 178.    |
| 2018 | amerikai nagydíj  | Ferrari | 293.    |

### Teljes Formula–1-es eredménysorozata
(Táblázat értelmezése)

(Félkövér: pole-pozícióból indult; dőlt: leggyorsabb kört futott) 

| Év   | Csapat     | 1       | 2      | 3       | 4      | 5      | 6      | 7       | 8       | 9       | 10     | 11     | 12     | 13      | 14     | 15      | 16     | 17     | 18     | 19     | 20     | 21     | 22     | Helyezés | Pont |
| ---- | ---------- | ------- | ------ | ------- | ------ | ------ | ------ | ------- | ------- | ------- | ------ | ------ | ------ | ------- | ------ | ------- | ------ | ------ | ------ | ------ | ------ | ------ | ------ | -------- | ---- |
| 2001 | Sauber     | AUS 6   | MAL Ki | BRA Ki  | SMR Ki | ESP 8  | AUT 4  | MON 10  | CAN 4   | EUR 10  | FRA 7  | GBR 5  | GER Ki | HUN 7   | BEL Ni | ITA 7   | USA Ki | JPN Ki |        |        |        |        |        | 10.      | 9    |
| 2002 | McLaren    | AUS 3   | MAL Ki | BRA 12† | SMR Ki | ESP Ki | AUT Ki | MON Ki  | CAN 4   | EUR 3   | GBR Ki | FRA 2  | GER Ki | HUN 4   | BEL Ki | ITA Ki  | USA Ki | JPN 3  |        |        |        |        |        | 6.       | 24   |
| 2003 | McLaren    | AUS 3   | MAL 1  | BRA 2   | SMR 2  | ESP Ki | AUT 2  | MON 2   | CAN 6   | EUR Ki  | FRA 4  | GBR 3  | GER Ki | HUN 2   | ITA 4  | USA 2   | JPN 2  |        |        |        |        |        |        | 2.       | 91   |
| 2004 | McLaren    | AUS Ki  | MAL Ki | BHR Ki  | SMR 8  | ESP 11 | MON Ki | EUR Ki  | CAN 5   | USA 6   | FRA 7  | GBR 2  | GER Ki | HUN Ki  | BEL 1  | ITA Ki  | CHN 3  | JPN 6  | BRA 2  |        |        |        |        | 7.       | 45   |
| 2005 | McLaren    | AUS 8   | MAL 9  | BHR 3   | SMR Ki | ESP 1  | MON 1  | EUR 11† | CAN 1   | USA Ni  | FRA 2  | GBR 3  | GER Ki | HUN 1   | TUR 1  | ITA 4   | BEL 1  | BRA 2  | JPN 1  | CHN 2  |        |        |        | 2.       | 112  |
| 2006 | McLaren    | BHR 3   | MAL Ki | AUS 2   | SMR 5  | EUR 4  | ESP 5  | MON Ki  | GBR 3   | CAN 3   | USA Ki | FRA 5  | GER 3  | HUN Ki  | TUR Ki | ITA 2   | CHN Ki | JPN 5  | BRA 5  |        |        |        |        | 5.       | 65   |
| 2007 | Ferrari    | AUS 1   | MAL 3  | BHR 3   | ESP Ki | MON 8  | CAN 5  | USA 4   | FRA 1   | GBR 1   | EUR Ki | HUN 2  | TUR 2  | ITA 3   | BEL 1  | JPN 3   | CHN 1  | BRA 1  |        |        |        |        |        | 1.       | 110  |
| 2008 | Ferrari    | AUS 8†  | MAL 1  | BHR 2   | ESP 1  | TUR 3  | MON 9  | CAN Ki  | FRA 2   | GBR 4   | GER 6  | HUN 3  | EUR Ki | BEL 18† | ITA 9  | SIN 15† | JPN 3  | CHN 3  | BRA 3  |        |        |        |        | 3.       | 75   |
| 2009 | Ferrari    | AUS 15† | MAL 14 | CHN 10  | BHR 6  | ESP Ki | MON 3  | TUR 9   | GBR 8   | GER Ki  | HUN 2  | EUR 3  | BEL 1  | ITA 3   | SIN 10 | JPN 4   | BRA 6  | UAE 12 |        |        |        |        |        | 6.       | 48   |
| 2012 | Lotus      | AUS 7   | MAL 5  | CHN 14  | BHR 2  | ESP 3  | MON 9  | CAN 8   | EUR 2   | GBR 5   | GER 3  | HUN 2  | BEL 3  | ITA 5   | SIN 6  | JPN 6   | KOR 5  | IND 7  | UAE 1  | USA 6  | BRA 10 |        |        | 3.       | 207  |
| 2013 | Lotus      | AUS 1   | MAL 7  | CHN 2   | BHR 2  | ESP 2  | MON 10 | CAN 9   | GBR 5   | GER 2   | HUN 2  | BEL Ki | ITA 11 | SIN 3   | KOR 2  | JPN 5   | IND 7  | UAE Ki | USA    | BRA    |        |        |        | 5.       | 183  |
| 2014 | Ferrari    | AUS 7   | MAL 12 | BHR 10  | CHN 8  | ESP 7  | MON 12 | CAN 10  | AUT 10  | GBR Ki  | GER 11 | HUN 6  | BEL 4  | ITA 9   | SIN 8  | JPN 12  | RUS 9  | USA 13 | BRA 7  | UAE 10 |        |        |        | 12.      | 55   |
| 2015 | Ferrari    | AUS Ki  | MAL 4  | CHN 4   | BHR 2  | ESP 5  | MON 6  | CAN 4   | AUT Ki  | GBR 8   | HUN Ki | BEL 7  | ITA 5  | SIN 3   | JPN 4  | RUS 8   | USA Ki | MEX Ki | BRA 4  | UAE 3  |        |        |        | 4.       | 150  |
| 2016 | Ferrari    | AUS Ki  | BHR 2  | CHN 5   | RUS 3  | ESP 2  | MON Ki | CAN 6   | EUR 4   | AUT 3   | GBR 5  | HUN 6  | GER 6  | BEL 9   | ITA 4  | SIN 4   | MAL 4  | JPN 5  | USA Ki | MEX 6  | BRA Ki | UAE 6  |        | 6.       | 186  |
| 2017 | Ferrari    | AUS 4   | CHN 5  | BHR 4   | RUS 3  | ESP Ki | MON 2  | CAN 7   | AZE 14† | AUT 5   | GBR 3  | HUN 2  | BEL 4  | ITA 5   | SIN Ki | MAL Ni  | JPN 5  | USA 3  | MEX 3  | BRA 3  | UAE 4  |        |        | 4.       | 205  |
| 2018 | Ferrari    | AUS 3   | BHR Ki | CHN 3   | AZE 2  | ESP Ki | MON 4  | CAN 6   | FRA 3   | AUT 2   | GBR 3  | GER 3  | HUN 3  | BEL Ki  | ITA 2  | SIN 5   | RUS 4  | JPN 5  | USA 1  | MEX 3  | BRA 3  | UAE Ki |        | 3.       | 251  |
| 2019 | Alfa Romeo | AUS 8   | BHR 7  | CHN 9   | AZE 10 | ESP 14 | MON 17 | CAN 15  | FRA 7   | AUT 9   | GBR 8  | GER 12 | HUN 7  | BEL 16  | ITA 15 | SIN Ki  | RUS 13 | JPN 12 | MEX Ki | USA 11 | BRA 4  | UAE 13 |        | 12.      | 43   |
| 2020 | Alfa Romeo | AUT Ki  | STY 11 | HUN 15  | GBR 17 | 70 15  | ESP 14 | BEL 12  | ITA 13  | TOS 9   | RUS 14 | EIF 12 | POR 11 | EMI 9   | TUR 15 | BHR 15  | SAK 14 | UAE 12 |        |        |        |        |        | 16.      | 4    |
| 2021 | Alfa Romeo | BHR 11  | EMI 13 | POR Ki  | ESP 12 | MON 11 | AZE 10 | FRA 17  | STY 11  | AUT 16† | GBR 15 | HUN 10 | BEL 18 | NED vi  | ITA ni | RUS 8   | TUR 12 | USA 13 | MEX 8  | BRA 12 | QAT 14 | SAU 15 | UAE Ki | 16.      | 10   |

† A versenyt nem fejezte be, de helyezését értékelték, mert a versenytáv több, mint 90%-át teljesítette.
Megjegyzés: 2014-ben a szezonzáró nagydíjon dupla pontokat osztottak.

### Teljes Rali-világbajnokság eredménysorozata
| Év   | Csapat               | Autó                    | 1      | 2      | 3     | 4     | 5   | 6      | 7      | 8      | 9      | 10     | 11     | 12     | 13     | Helyezés | Pont |
| ---- | -------------------- | ----------------------- | ------ | ------ | ----- | ----- | --- | ------ | ------ | ------ | ------ | ------ | ------ | ------ | ------ | -------- | ---- |
| 2009 | Tommi Mäkinen Racing | Fiat Grande Punto S2000 | IRE    | NOR    | CYP   | POR   | ARG | ITA    | GRC    | POL    | FIN Ki | AUS    | ESP    | GBR    |        | HN       | 0    |
| 2010 | Citroën Junior Team  | Citroën C4 WRC          | SWE 29 | MEX Ki | JOR 8 | TUR 5 | NZL | POR 10 | BUL 11 | FIN 25 | DEU 7  | JPN Ki | FRA Ki | ESP    | GBR    | 10.      | 21   |
| 2011 | ICE 1 Racing         | Citroën DS3 WRC         | SWE 8  | MEX    | POR 7 | JOR 6 | ITA | ARG    | GRE 7  | FIN 9  | DEU 6  | AUS Ni | FRA Ki | ESP Ki | GBR Ki | 10.      | 34   |

## Személyisége
Räikkönen híres arról, hogy ki nem állhatja, amikor interjút kell adnia, és jellemző rá ilyenkor a cinikus hangvételű, igen rövid válasz is. Leghírhedtebb ilyen válasza 2006-ban volt, amikor a brazil nagydíj után Michael Schumacher búcsúztatóját tartották, és a finn nem volt jelen. Martin Brundle kérdésére, miszerint mit csinált, annyit válaszolt: "éppen szartam".
Beceneve, a "Jégember" is részben utal csak finn származására, másrészt céloz nyugodt, kicsit talán fagyos stílusára. Nem szokása mosolyogni még olyankor sem, amikor örül, és a dobogón mindig előbb iszik a pezsgőből, minthogy locsolna vele. Higgadtsága olyan legendás helyzeteket szült, mint amikor első Formula–1-es futama előtt fél órával ébresztették,mert épp aludt, vagy amikor a felfüggesztett 2009-es Maláj Nagydíj szünetében jégkrémet evett.
Nem szereti, hogy a sportágban nagy szerepet kapnak a drámák és a villongások, mert azok elvonják a figyelmet a tiszta versenyzéstől. A saját fejét követi, hírhedt volt az az eset, amikor a 2006-os monacói nagydíjon kiesett, majd otthagyva az autóját, még versenyzői szerelésben a közelben horgonyzó jachtjára ment és beült a jacuzziba.
Egymondatos beszólásai mellett megállapítható, hogy furcsa humorérzéke is van, amit jellemzően a nyilvánosságra kerülő rádiós beszélgetéseiből ismer a nagyközönség. A 2012-es abu-dzabi nagydíjon hangzott el a rádióban egyik legismertebb mondata: "Hagyjatok békén, tudom, mit csinálok!", amit arra adta válaszul, hogy a csapat folyamatosan informálta őt a mögötte haladó Alonsóról. Később ugyanezen a versenyen megjegyezte a csapatának arra a kérésére, hogy ügyeljen a gumik hőmérsékletére, hogy nem kell emlékeztetniük tíz másodpercenként, egész versenyen ezt csinálja.
2018-ban mémmé vált az FIA díjátadó-gáláján való részvétele, ugyanis szemlátomást kissé kapatosan, jó hangulatban, közlékenyen jelent meg – éppen az ellenkezőjét mutatva annak, mint amit általában szokott.

## Csapatvezetői tevékenysége
2004 novemberében Kimi Räikkönen és menedzsere, Steve Robertson bejelentették, hogy Räikkönen Robertson Racing néven Formula–3-as csapatot alapítanak, aminek operatív vezetését Robertson végzi, a finn versenyző gyakorlatilag csak a nevét és a pénzt adja hozzá. A csapat első nagyobb sikereit 2006-ban aratta, amikor Mike Conway megnyerte a makaói nagydíjat és a brit Formula-3 bajnoka lett. A csapatot ma Double R Racingnek hívják.
2011-ben megalapította saját csapatát a motokrossz-világbajnokságra való nevezés céljából, ez volt az Ice 1 Racing. A csapat a finn nemzeti bajnokságban ifjú tehetségeket is versenyeztetett. A vállalkozás egy évet élt meg.

## Magánélete
Kimi Räikkönen édesapja Matti Räikkönen, 2010 decemberében hunyt el. Anyja Paula Räikkönen. Testvére: Rami, szintén autóversenyző, nős férfi.
Első felesége Jenni Dahlman volt, a 2000-es finn és skandináv szépségkirálynő. 2001. október 5-én találkoztak és 2002. április 6-án volt az eljegyzésük. Esküvőjüket 2004. július 31-én tartották, majd 8 év után, 2012-ben elváltak. Gyermekük nem született.
2013-ban találkozott jelenlegi feleségével, a fitnesz-és fehérneműmodellel, Minttu Virtanennel. 2014 nyarán a pilóta eljegyezte, közös gyermekük, Robin 2015. január 27-én született meg. A pár 2016 augusztusában, zárt körben kelt egybe. Második gyermekük, Rianna Angelia Milana 2017. május 16-án született.
Hobbijai közé tartozik a snowboard és a jégkorong, és szeret különféle motorsport-versenyeken is részt venni. 2007 márciusában, miközben a többi pilóta az ausztrál nagydíjra készülődött, ő Finnországban részt vett egy motorosszán-versenyen, James Hunt álnéven, utalva ezzel a hozzá nagyon hasonló személyiségű egykori Formula–1-es pilótára. Ugyanebben az évben egy finn kikötővárosban, Hankóban, ő és a barátai részt vettek egy motorcsónakversenyen, méghozzá mindannyian gorillajelmezben. Itt is James Hunt néven nevezett be. A versenyen megnyerték a legjobban öltözött csapat különdíját.
2008 augusztusában bejelentették, hogy világbajnoki címe tiszteletére a finn posta bélyegre helyezi a képmását.
A 2008-as brit nagydíjat megelőzően a földre lökte Paul-Henri Cahier fotóst, aki közelről akarta őt lefényképezni. Menedzsere azt állította, hogy ezt azért tette, mert Cahier túl közel ment hozzá, hozzáért a fényképezőgép lencséje is, ráadásul ráállt a holmijaira.
2018-ban akkori csapata, a Ferrari, jogi lépéseket kezdeményezett a védelmében, miután szexuális zaklatással vádolták meg őt. A vád szerint a 2016-os kanadai nagydíj hétvégéjén részegen egy pincérnőnek megfogta a mellét, egy barátja pedig a nő nadrágjára helyezte a kezét. A nő a blogján nem nevezte meg a versenyzőt személyesen, de elég egyértelműen utalt rá, az ügyet pedig a csapat által benyújtott kifogást követően lezárták.
Räikkönennek jellegzetes hangja van, ennek eredetét azzal magyarázta, hogy öt éves korában biciklibalesetet szenvedett, melynek során beütötte a kormányba a nyakát, a hangszalagjai megsérültek, és nem gyógyultak meg rendesen.

## Becenevek
Kimi Räikkönen „hivatalos beceneve” az Iceman, azaz Jégember. Ezt a nevet a McLaren csapatfőnöke, Ron Dennis adta neki utalásként nyugodt természetére, illetve északi származására. Az "Iceman" felirat Räikkönen bukósisakján illetve bal alkarjára tetoválva is látható.Másik beceneve, melyet a szerelők adtak neki, a Kimster, a Kimi és Monster szavak összetételéből. Ezt a 2004-es belga GP-n kapta, mert úgy vezetett, mint egy igazi rém. Említik továbbá Kimppa és Rakka néven is.[forrás?]